# 印章
印章（いんしょう、英語: seal）は、木・竹、石、角や象牙、金属、合成樹脂などを素材として、その一面に文字やシンボルを彫刻したもの。個人・官職・団体の印として公私の文書（公文書や私信など）に押して特有の痕跡（印影・印痕）を残すことにより、その責任や権威を証明する事に用いる。
印（いん）、判（はん）、印判（いんばん）、印形（いんぎょう）、印顆（いんか）、印信（いんしん）、ハンコ（判子）、スタンプなどともいう。
しばしば世間一般では、正式には印章と呼ばれるもののことをハンコ、印鑑（いんかん）と呼んでいるが、厳密には印章あるいはハンコと同じ意味で「印鑑」という語を用いるのは正確ではない。古くは、印影と印章の所有者（押印した者）を一致させるために、印章を登録させた。この印影の登録簿を指して「印鑑」と呼んだ。転じて、日本では印鑑登録に用いた印章（実印）を特に印鑑と呼ぶこともあり、更には銀行印などの登録印や、印章全般もそのように呼ぶ場合もある。

## 概要

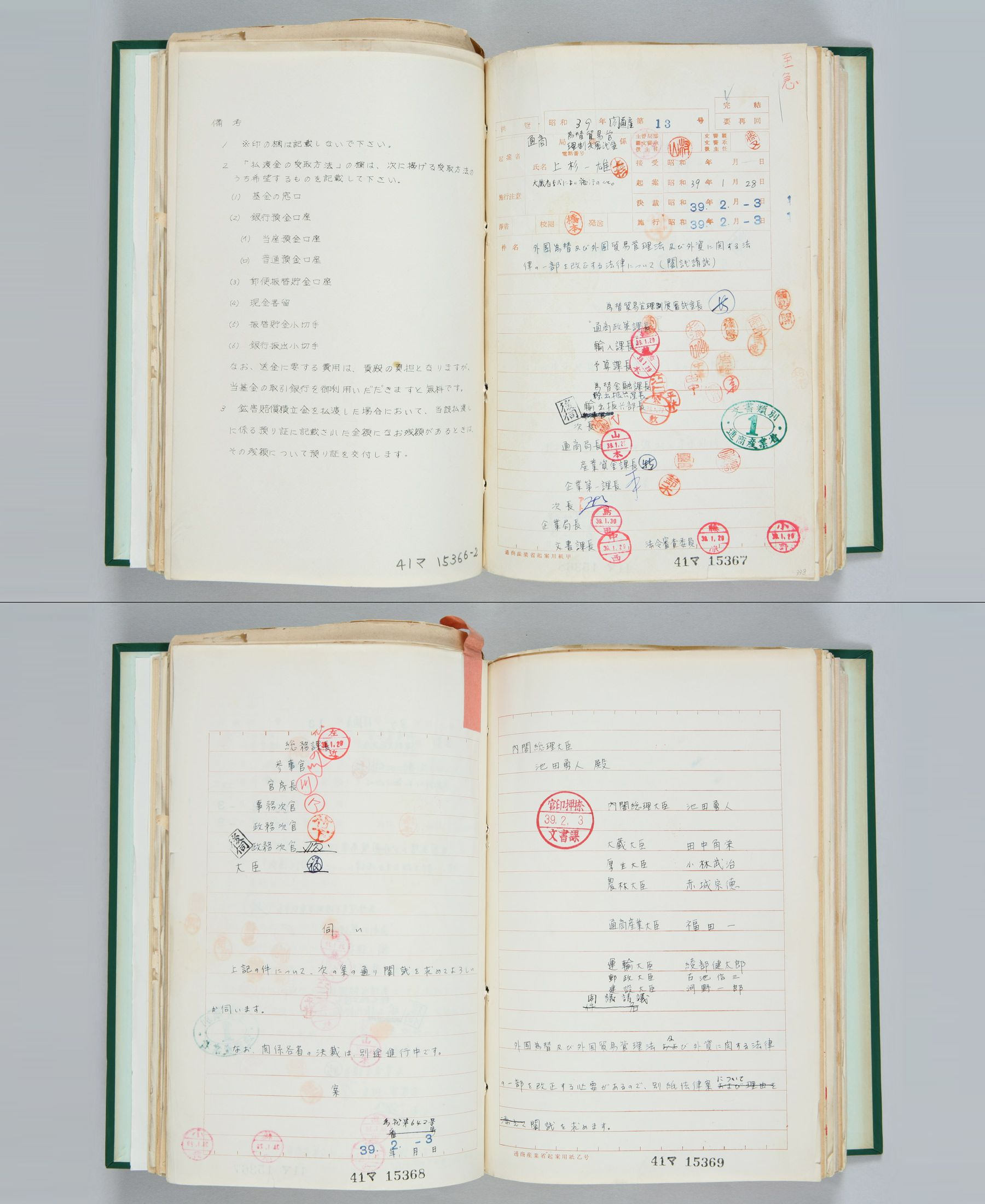
稟議書（起案書）に押された印影。稟議書では、承認の印に印章を押す。

印章の材質としては、木、水晶、金属、石のほか、動物の角・牙などが用いられ、近年は合成樹脂も用いられる。これらの素材を印材と呼ぶ。印材の特定の面に、希望する印影の対称となる彫刻を施し、その面に朱肉、印泥またはインクを付け、対象物に押し付けることで、特有の痕跡を示すことができる。この痕跡を印影と呼ぶ。印章を押すことを、押印（おういん）、捺印（なついん）、押捺（おうなつ）といい、条約などに署名や押印をすることを調印（ちょういん）という。
現代で用いられる印章の種類を大別すれば、証明のために用いられる生活・実用品としての印章と、篆刻のように印影を趣味や芸術として鑑賞するための印章に分けられる。古代においては印章そのものを宗教的な護符として尊重した時代もあり、現代においても開運商法の商材としての印章では印材の超自然的な効用が重視されることもあるが、宗教的な意味を失った印章では専ら印章そのものよりも、押された時に印影として現れる内容が重視される。文明の発祥と共に生まれ、世界各地で独自の発展を遂げた印章の歴史の中では様々な形態のものが作られた。文字に芸術性を見いだす表現性を持った漢字文化圏や古代エジプトでは専ら印影（印面）に文字が用いられ、楔形文字を用いる古代メソポタミアや古代ペルシアなどでは絵画的な図案を用いる版画のような印章が用いられた。現代日本における実用印では、印影（印面）には文字（印字）が使用され、漢字を用いる場合の書体には篆書体、楷書体、隷書体が好まれる。印字は、偽造を難しくしたり、防止したりするため、既存の書体によらない自作の印を使う者もいる。
日本の印章は古くは中国から伝来したものだが、その用法は伝来した当時から中国のそれとは異なっており、江戸時代から現代にかけては中国やその他のアジア諸国とも様相の異なる、「ハンコ社会」や「ハンコ文化」などと形容される日本独自の印章文化が社会に根ざしている。一方の中国では印章の歴史は日本より長いものの、身近な日用品としての印章はほとんど民間に定着しなかったが、書道などの芸術と結びついて独自の印章文化が形成された。ヨーロッパ文化圏ではかつて印章が広く使用された時代もあったが、19世紀頃から廃れて使われなくなり、印章ではなくサイン（署名）が用いられる。
現代日本で生活・実用品として用いられる印章は、市町村に登録した実印、銀行などの金融機関に登録された銀行印、届け出を必要としない認印の3種類に大別され、そこから更に細分化することができる。文書の電子化に伴い、署名の分野では2000年の電子署名法の施行により電子署名が登場しているのに対し、印章の分野では印影の画像を電子文書に添付する機能を有する電子印鑑（デジタル印）が登場している。
一部金融業などの業界では上司に申請する際に、「控えめにお辞儀」するように左に傾けた形で捺す（正立状態は最高承認者である社長のみ）といった独自の習慣も生まれており、前述の電子印鑑（デジタル印）にもこの機能をサポートするものがある。逆に左に傾けた場合も「右肩が上がる」という縁起の良さを感じるという発想もある。一方、これについてはコロナ禍の前にも封建的悪習とのインターネット上の批判が目立っていた。

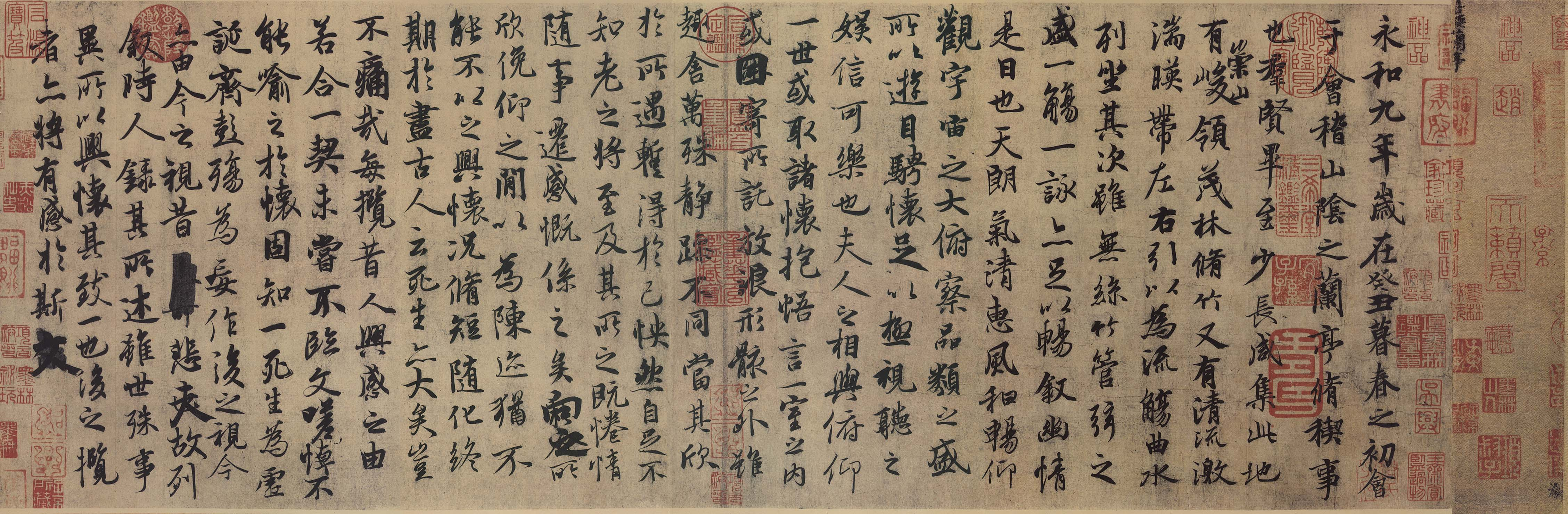
王羲之の『蘭亭序』。歴代の所有者の印章が押されている。印影は、陰刻・陽刻など刻体・書体は様々である。

## 語源
日本語の「印章」という単語の語原は中国の秦や漢の時代に遡る。それ以前の時代において印章は「鉨」（じ）と呼ばれていたが、秦の始皇帝は、皇帝が持つもののみを「璽」（じ）、臣下の持つものは「印」と呼ぶよう定義し、更に後の漢時代になると丞相や大将軍の持つものは「章」と呼ばれるようになった。これら印と章を総称するものとして「印章」という単語が生まれた。
ハンコの語原は「版行」で、後に当て字で「判子」とも表記されるようになった。
英語におけるsealをはじめ、フランス語、ドイツ語、イタリア語、スペイン語で印章を意味する語は、ラテン語の単語であるsigillumを語原としている。またsigillumは、しるしを意味するラテン語signumから派生した単語である。

## 基礎概念

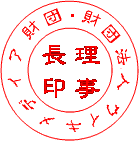
図中の「ウイキメデイア財団」が回文、「理事長印」が中文。

印に関する主な用語はそれぞれ次の意味がある。
印
印章または印影であり、一定の権利・強制力を有するもの。
判
印章や印影ではあるが、記号・情報としての機能しか持たないもの。
印章
はんこの本体側。印材を加工・成形して作られる。封泥・封蝋用のものは印章が彫られた面が中央に向かってわずかに凹んでおり、朱肉による捺印用は平板か中央が少し盛り上がっている。
※日本の法令用語としての「印章」は、概ね「印影」を意味する（刑法、民法他での「印章」は印影の意味である。ただし、刑法における印章についてはその意に印形〈はんこ〉も含むとされている）。
印影
紙などに印章を押された跡（結果）。
印鑑
照合用の印影。
印文
印面に用いられる文字。
回文

二重枠の印章の印文のうち外周の部分に刻まれている文字。
中文
二重枠の印章の印文のうち中央の部分に刻まれている文字。
印鈕（いんちゅう）・印鼻（いんび）
角型の印章などのツマミの部分。
指付（ゆびつき）・座繰り（ざぐり）・サグリ・アタリ
印の上下を確認するために認印などの印章の側面に付けられた窪み。認印の場合契約を再考する時間の確保のため敢えて設けられてないこともある。
押印・捺印・押捺・調印
印章を用いて紙面に印影を残すこと（但し捺印には、その押された印影の意味あり）。両者は法律上は「押印」であるが手形法八十二条には「本法ニ於テ署名トアルハ記名捺印ヲ含ム」とあり例外もある。（当用漢字制定前は捺印が一般的）法令上は「記名押印する affix the name and seal」「署名押印する sign and seal」と記述するが、実務上押印は「記名押印」の略語であり、捺印は「署名捺印」の略語とされる。また「押捺」も同意語だが、印を押す以外に指紋を押すという意味があり、「調印」は国家間や企業間で重要な取り決めを交わすときに使う。
印肉（いんにく）
押印に用いる、顔料を染み込ませたもの。色は朱が用いられることが多く朱肉ともいう。
印矩（いんく）
印を押すための定規のことで、L字型・T字型のものが一般的である。印矩を用いれば押し直すことができる。
印褥（いんじょく）
捺印の際に下に敷いて用いる台のこと。既製品もあるが、鏡などの少し厚手の平らなガラス板の上に、画仙紙を数枚載せて用いても具合が良い。むらなく押せるようになる。
㊞
押印の目安として氏名欄の後ろに㊞（丸に印）マークを印字することがある。また、淡い色の円や点線の円を印刷し、該当箇所に押印を求める場合もある。

## 歴史

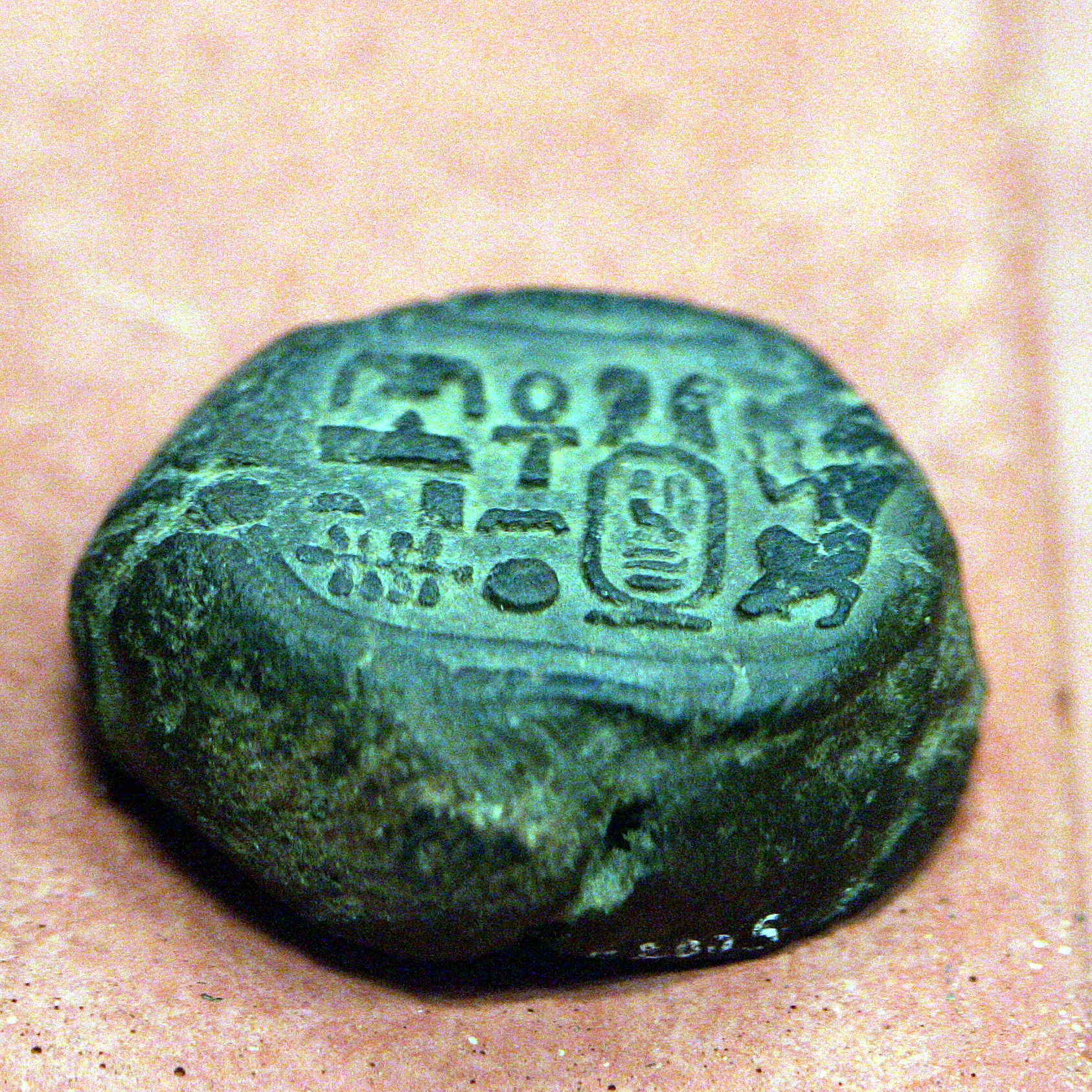
エジプト第26王朝の初代ファラオプサムテク1世の名が彫られた煉瓦印章

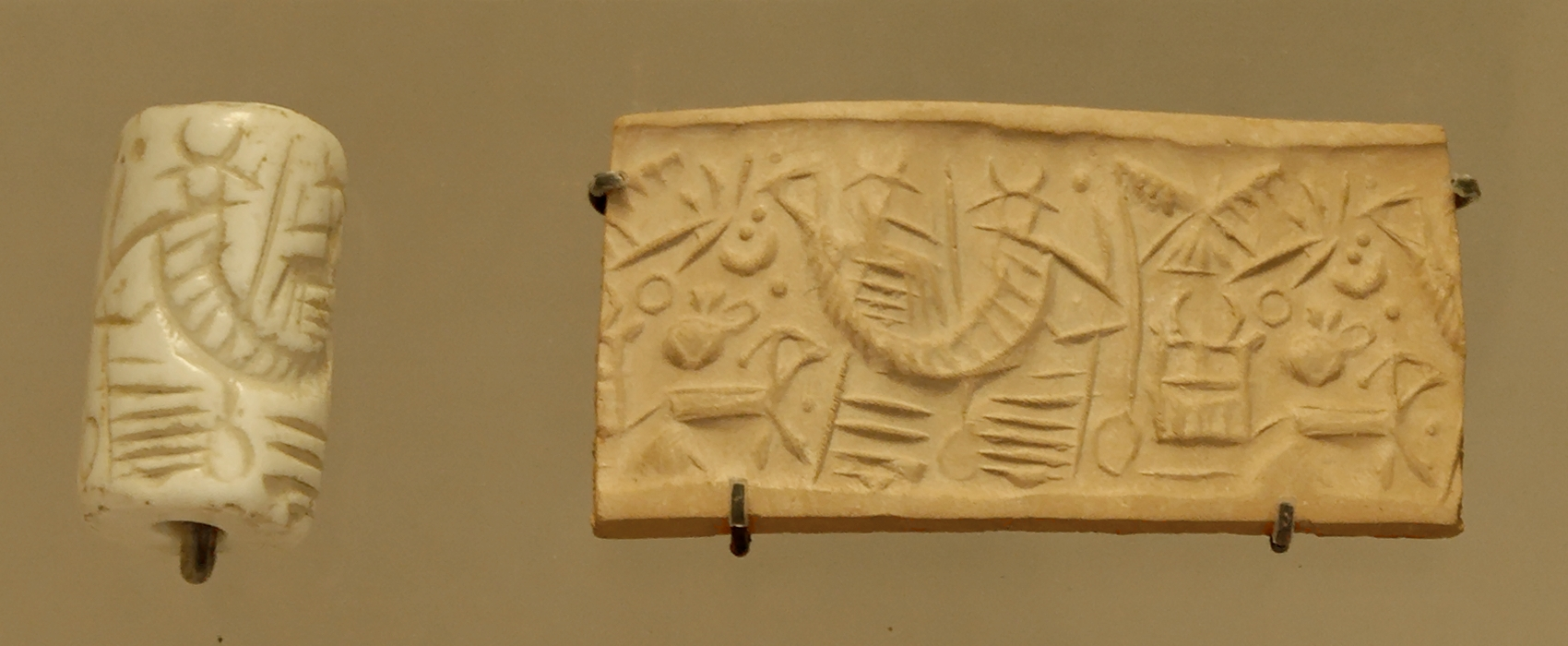
動物と戦う英雄を描いた円筒印章（左）とその印影。マリのイシュタル神殿で発見、紀元前2600年頃のシュメール初期王朝時代、ルーブル美術館所蔵

原始的な印章は中東の遺跡（紀元前7000年 - 6000年頃）から発掘されていて、紀元前5000年頃に古代メソポタミアで使われるようになったとされる。最初は粘土板や封泥の上に押すスタンプ型の印章が用いられたが、後に粘土板の上で転がす円筒形の印章（円筒印章）が登場し、当初は宝物の護符として考案され、のち実用品になったが、間もなく当時の美意識を盛り込んだシリンダー・シールとなった。紀元前3000年頃の古代エジプトでは、ヒエログリフが刻印された宗教性をもったスカラベ型印章が用いられていた。それ以来、認証、封印、所有権の証明、権力の象徴などの目的で広く用いられた。インダス文明ではインダス式印章が普及し、今日大量に発掘されている。これがシルクロードを通って古代中国に伝わったのは、かなり遅れて戦国時代初期（紀元前4～5世紀）であったろう。その図象を鋳成した青銅印を粘土に押し付けると、レリーフ状の図象が浮きあがり、シリンダー・シールとの文化的連続性は否定すべくもない。

### 中国
中国最古の、ひいてはアジア地域最古の印章といわれるものの一つに、殷時代の遺跡から出土したとされる3つの殷璽があるが、これについては発見の状況が疑わしく、またこの時代に印章が用いられていたことを示す痕跡が他に何も発見されていない。学術的な発掘によって発見された印章として最も古いものは戦国時代のもので、この頃から文章や物品の封泥に鉨（じ）と呼ばれる印章が用いられていたことを示す文献や出土品が数多く発見されている。秦・漢の時代に入ると制度が整備され、印章は持ち主の権力を示す象徴となっていく。その後、紙に普及の伴って、中国の印章は封泥のためのものから紙に朱泥で押すためのものへと変化していき、陰刻ではなく陽刻が用いられるようになる。
一方、隋・唐の時代には書道の発展を背景として署名が用いられるようになり、公文書や書状に私印が使われることは少なくなっていった。その一方、この頃から書画などに用いる趣味・芸術のための印章が使われ始めるようになり、印影そのものを芸術とする、書道としての篆刻へと発展していく。
中国の印章は芸術として独自の発展を遂げたものの、その後も民間に浸透することはなく、実用的な日用品として用いられることはなかった。識字率の低い時代にも署名や押印の代わりには、他の様々な手段が使われた。

### 日本
日本では57年頃に中国から日本に送られたとされ、1784年に九州で出土した「漢委奴国王」の金印が日本最古のものとして有名である。ただし当時の日本ではまだ漢字が知られておらず、印章を使う風習もなかったため、漢委奴国王印が実際に印を押す用途で使用されたかどうかには懐疑的な意見もある。日本の文献に残る最古の記述は『日本書紀』のもので、692年には持統天皇へ木印を奉ったという言及がある。なお『日本書紀』にはそれ以前にも、紀元前88年頃に崇神天皇が四道将軍に印を授けたという記述が見られるが、これについては後世の脚色と考えられている。
日本において印章が本格的に使われるようになったのは、大化の改新の後、701年の大宝律令の制定とともに官印が導入されてからであると考えられる。当時の日本における印章の用法は、隋・唐における用法が模範となったものの、それ以前の中国での歴史的用法は伝播しなかったため、中国とは趣を異にするものとなった。律令制度下では公文書の一面に公印が押されており、奈良時代に勃発した藤原仲麻呂の乱では双方で印の確保や奪回が行われるほどであったが、次第に簡略化されるようになり、平安時代後期から鎌倉時代にかけては花押（意匠化された署名）に取って代わられた。しかしながら、室町時代になると宋から来た禅宗の僧侶たちを通じ、書画に用いる用途で再び印章を使う習慣が復活することとなり、武家社会へと伝播していく。戦国時代には花押にかかる手間を簡略化するため、大名の間で文書を保証する用途に、略式の署名として印章が使われるようになる（織田信長の「天下布武」の印など）。
江戸時代には行政上の書類のほか私文書にも印を押す慣習が広がるとともに、実印を登録させるための印鑑帳が作られるようになり。これが後の印鑑登録制度の起源となった。江戸時代の日本における印章は命の次に大事なものに例えられるなど、庶民の財産を保証するものとして非常に重く扱われるようになり、日本独自の印章文化が確立した。
明治政府は印章の偏重を悪習と考え、欧米諸国にならって署名の制度を導入しようと試みたが、事務の繁雑さや当時の識字率の低さを理由に反対意見が相次いだ。以後の議論の末、1900年までに、ほとんどの文書において自署の代わりに記名押印すれば足りるとの制度が確立した。例えば、1900年には、政府の反対意見にもかかわらず、議員立法により、商法中署名スヘキ場合ニ関スル法律が成立し、商法の規定により必要な署名は記名押印をもって代えることができるようになった。また、印鑑登録制度が市町村の事務となったのも明治時代である。
現代日本においては、印章の制作請負・販売を主とする実店舗やオンラインストアがあり、その業界誌も刊行されている。
政府では紙の書類に印を押すという文化がペーパーレス化やオンライン化を妨げているとして、eシールなどを利用した手続きを検討している。
日本における主な印章の産地山梨県西八代郡市川三郷町の六郷地区であり、六郷印章業連合組合が設置され全国の50%のシェアを持つ。経済産業大臣指定伝統的工芸品として甲州手彫印章が指定されている。このため、後述する諸手続きにおける押印不要化の動きに対して、山梨県知事長崎幸太郎は印章業界の日本の印章制度・文化を守る議員連盟（はんこ議連）とともに苦言を呈している。
2020年には新型コロナウイルス感染症の流行に伴いテレワークが推奨されるようになったが、会社によっては紙文書への捺印のためだけに出社を余儀なくされる者も現れ、押印の慣習、慣行がネガティブに報道されるようになった。日本経済団体連合会会長を務める中西宏明は「印鑑はナンセンスで、美術品として残せばいい」という意見を表明し、代替として電子署名を挙げた。河野太郎行政改革担当大臣は、行政手続きでは印鑑を原則廃止し、使用する場合は理由を明示することを各省庁に伝達した。なお河野自身は文化的側面については評価しており、蔵書印も所有している。
新型コロナ感染症以前から印鑑の需要は減少しており、行政手続きでの不使用でさらなる需要減が見込まれるため、業界団体では蔵書印や落款など趣味向けの商品開発を行っている。
兵庫県などは令和2年度（2020年）内にオンライン手続きを推進し、押印廃止の方針を公表している。元々申請に使用するいわゆる三文判は文房具店や100円ショップで容易に購入できるうえ、次のように役所内で大量に書類偽造用に保管されていることがある。大阪府河内長野市では2014年に市生活保護行政担当者が約2億6千万円の巨額の保護費を着服が判明し外部調査委員会が中間答申をまとめた。市の生活保護費を所管する生活福祉課に、領収書偽造に使用した印鑑約550本が保管されていた事実が明らかになっている。また、神戸市教育委員会は2019年、定時制の市立高校の女性教諭が生徒に給食費を返還することと、本人に無断で国の奨学金の申請書に記入・押印するために書類を偽造したことで停職1カ月の懲戒処分にした。いずれも20年以上前から学校にあったゴム印を1字ずつ組み合わせて使う印鑑作成キットを利用していた。今後は各県が運営する電子申請サービスが拡充する可能性がある。西東京市ではマイナンバーカード取得者は電子申請で転出手続きが可能となっている。東京都大田区では児童手当の現況届の電子申請が可能となっており、自治体によって申請可能内容に格差がある。
2024年、行政での押印の廃止が検討されている。住民票、婚姻届などからは押印廃止、遺産分割協議書、登記等については存続。

### 欧州

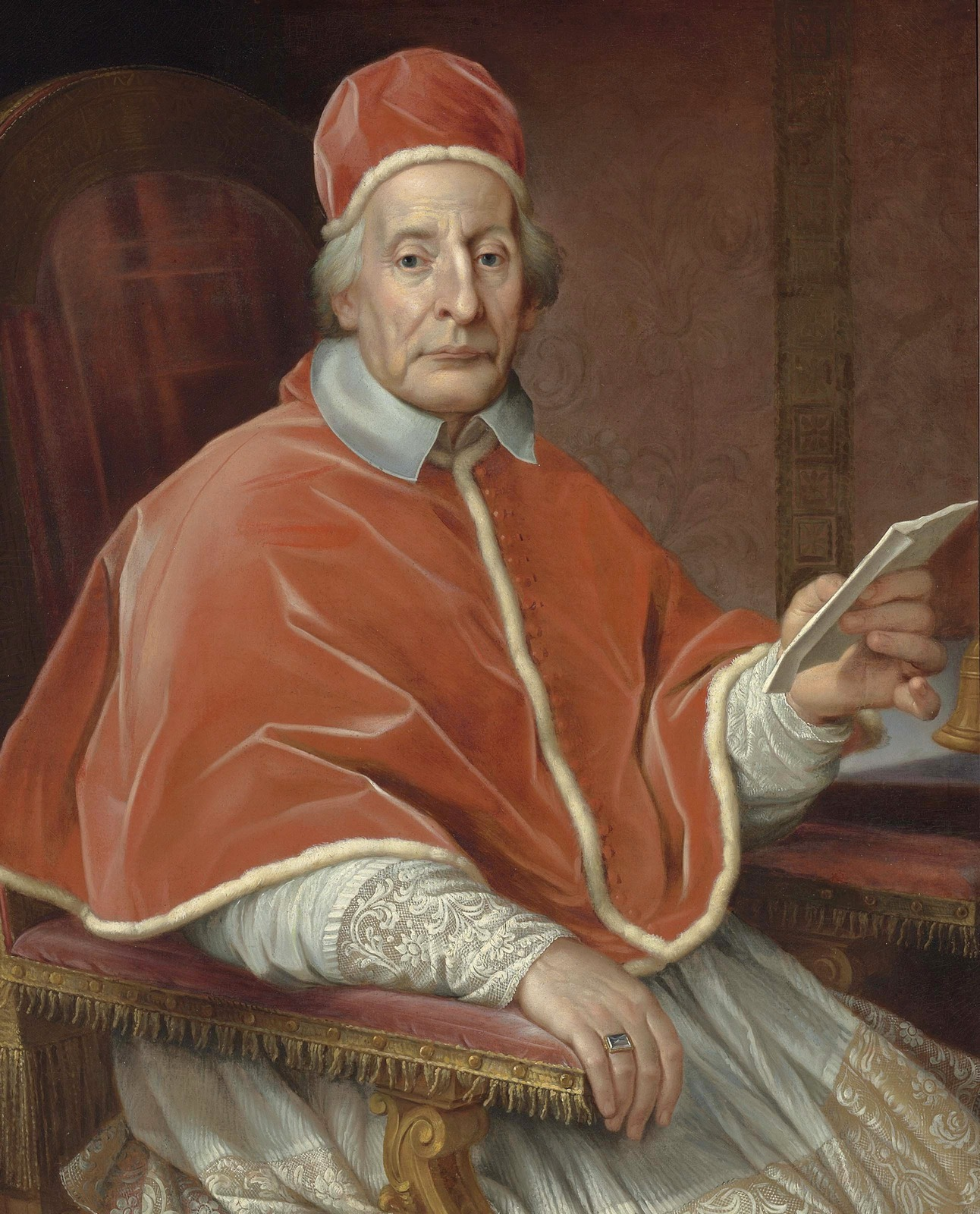
クレメンス12世と印章として使われた法王の身分を証明する漁師の指輪。この漁師の指輪の制度は13世紀から使われている。

紀元前2000年前後に繁栄したミノア文明では個人の所有物の印や容器や家の扉につける封印として、プリズム型や柄のある円形、平版の楕円形の印章が用いられた。ミノア文明を継承したミケーネ文明では指輪型の印章が用いられるようになったが、ミケーネ文明が滅びると共に印章を用いる習慣も途絶えた。その後、ミノア文明の存在は忘れ去られ、20世紀にアーサー・エヴァンズがクレタ島でミノア文明の痕跡を発見した当時、遺跡から出土した印章は現地の人々の間で護符として使われていたという。
アルカイック時代における古代ギリシアでは、古代エジプトからスカラベ型印章が伝播する形で、家屋の扉や貴重品および手紙などの封印として再び指輪型の印章が用いられ始め、紀元前500年前後の古典期に入って独自の変化を遂げた。その後、アレクサンドロス大王の東方遠征を境に、金や銀の指輪に宝石をはめ込んだ豪華な装飾の指輪型印章も用いられるようになった。古代ローマの時代には肖像画を刻んだ指輪型印章が用いられ、財産や食料品に印章を用いて封印をする習慣が盛んになり、文章の確認のために印章が用いられ始めたことをうかがわせる痕跡も散見されるようになる。しかし西ローマ帝国の滅亡に伴い、欧州において印章を用いる習慣は再び途絶えた。
8世紀以降の中世ヨーロッパでは、支配階級の識字率の低さを背景として、署名の代わりとして印章が用いられるようになる。カロリング朝の王族は古代ローマや古代ギリシャの印章を用いるようになり、その後の神聖ローマ帝国の皇帝は自身の肖像画を印章に用いた。11世紀に入ると自身の家系を表す紋章（欧州の家紋）が貴族の印章として用いられるようになり、13世紀末からは王侯貴族や聖職者だけでなく役所や職業別組合（ギルド）など、一般の市民まで印章が普及するようになる。欧州における印章の普及が全盛期を迎えるのは14世紀から15世紀の頃で、15世紀末になると紋章の周囲にラテン語の文字が入った印章が使われるようになり、一般の市民や農民の間では簡単な図案や姓名の頭文字のみを入れた品質の低い印章も用いられた。
欧州では15世紀以降、識字率の向上や人文主義の高まりを背景としてサインが併用され始めるようになり、19世紀になると欧州における印章は廃れてほとんどサインに取って代わられた。その後も貴族階級では、中世からの伝統として家の紋章を記した印章を手紙の封蝋に用いる習慣を続けていたが、それも第一次世界大戦を経て貴族階級が没落していくと使われなくなった。現代の欧州における印章は、一部の外交文書、旅券、免許証・免許状、学位記、身分証明書など限定的な用途に用いられるのみで、印章の歴史についての学術的な研究すらも盛んではない。

## 印章にまつわる信仰や迷信
古代より、印章は信仰や迷信と無関係ではなかった。古代メソポタミアから発祥した印章は元々魔除けや宗教的な意味を持つ護符であったと考えられている。古代エジプトでは、神聖な昆虫として宗教上のモチーフとなったスカラベ（フンコロガシ）が、指輪型印章の台座としてあしらわれた。中国の印章も、神秘的な力によって封をしたものを守るという発想から生まれたといわれる。
近世の日本においては、安倍晴明の陰陽道をルーツと称して印影の吉凶を占う印相学が江戸時代初期に隆盛し、『易経』の観点から見て縁起が良いとされるように画数や空穴の数を調整した花押のデザインが、晴明の系譜である土御門家に依頼されるようになる。1732年には土御門家で占いを学んだとされる大聖密院盛典が著した花押に関する『印判秘訣集』という書物が大衆向けに刊行されて大きな反響を呼び、これが後世に印章の文字に応用されて印相学の基礎となったとされる。
一般に印相学に基づくとされる印章は、印材には象牙、水牛の角、柘植などが用いられ、印面の大きさは実印で1.5センチメートル、認め印は1.2センチメートル程度の円形で、書体にはゴミやカスの入りにくい印相体が用いられる。避けるべき凶相として、欠けのある印や、欠けやすい水晶の印材や二重枠、模様、（日本では一般的ではない）指輪型印章などか挙げられる。
こうした「印相の良い」とされる特徴に従った印章は、ごく無難で、大量生産向けの印章に見られるものである。現代日本における開運商法の商材としての印章は、広告を用いて集客を行う通信販売を販路に、都市部から離れた地方での安い労働力を使って生産され、印相がよいとされる印章を売るのがその主流となっており、「開運の印」と称して高額な印章が売買されることがある。こうした開運商法の商材としての印章は、一般的な印章店と異なり印材の材質や寸法、書体などを自由に選ぶことができないことが多く、印章業者から「印相学に基づいた縁起物」として一方的に仕様を押し付けられることが普通である。全日本印章業組合連合会（後の公益社団法人全日本印章業協会）では、人心を惑わせるような占いの商材に印章を用いることに対して否定的な立場を取っていたが、占いが科学的な真実である必要はないため、信心を元に印章を売買することは自由に行われている。また印相学自体にも、欠けにくい印材や目詰まりを起こしにくい書体を用いて円滑な押印を行うための経験則が集約されており、何の根拠もない迷信とは言い切れない一面もある。運気を呼び込むのは印相よりもまず人柄であるという主張や、伝統ある篆書体それ自体が神聖でありそれを崩すことは吉相から遠ざかるとする主張もある一方で、印を押すような人生の局面で失敗をしたくないという大衆心理は根強く、印影に吉相を求める需要は多い。

## 機能
契約等に際しての押印（捺印）という行為は意思表示のあらわれと見なすことができる。例えば、契約書等に記名（署名や押印・捺印等）をする行為は、その契約を締結した意思を表示したものと見なすことができる。また、印章の使用は認証の手段として用いられることもある。これらは特定の印章を所有するのは当人だけであり、他の人が同じ印影を顕出することはないであろうという社会通念に立っている。それゆえに、文書に押された印影を実印の印影や銀行などに登録された印影と照合して、間違いなく当人の意思を表すものかどうかを確認することが行われる。
実際の取引の場面では、印章を持参した者は本人または本人の真正の代理人であると見なすのが通常である。しかし、契約などの場面においては、使用された印章を特定しても、「実際に押印した人物」を特定することができないため、印章の所有者の意図しない不正使用などをめぐり、のちに争われる事態となることもある。
民事訴訟法は第228条4項で「私文書は、本人又はその代理人の署名又は押印があるときは、真正に成立したものと推定する。」と定めている。これは文書の名義の真正（その文書が作成名義人によって実際に作成された）という「成立の真正」を推定することを意味し、文書の記載内容が真正であることを意味する「内容の真正」とは区別される。この規定により、私文書にある印影が本人または代理人の印章によって押された場合には、明確な反証なき限り、その印影は本人または代理人の意思に基づいて押されたと推定され、その結果、同項の要件が満たされるため、文書全体が真正に成立したと推定される。
裁判においても、私文書に押される印の有無は当該契約の有無、契約にかかる義務や責任の有無を示す重要な証拠となる。同項では、契約書に署名又は押印のある契約は成立が推定される。また、判例では、印影が本人の印章による場合には本人の意思に基づいて押印されたものであると推定され、契約の締結も本人の意思に基づいてなされたものと推定される（二段の推定）。この契約の存在を否定するには押された印章の所有者側が、当該契約が自身の意思によらない（捏造された）ことを明確に立証しなければならない。
なお、当事者又はその代理人が故意又は重大な過失により真実に反して文書の成立の真正を争ったときは、第230条で裁判所は決定により10万円以下の過料に処すと定めている。
日本では朱色の朱肉が一般的であるが、公文書への押印では色は問われないため、朱色以外やグラデーションの朱肉を使っても問題は無い。

### 印鑑制度の限界
印鑑が安価に購入できる現代では本人確認の効力が薄れている。
例として、日本の金融機関では預金通帳と登録した印鑑を照合することで口座取引を可能としていた。この仕組みを実現するため、預金通帳の表紙裏面に、登録に用いた印章の印影を転写した印鑑票（副印鑑）が貼付されていた。銀行印の登録原票は口座開設店にあり、登録印鑑の照合ができるのはその店に限られる。そこで、通帳に副印鑑を貼り付けることで、他の店でも印影の照合、そして口座取引が可能となった。
ただし、印章と預金通帳があれば預金を引き出すことができるため、第三者による悪用を防ぐためには印鑑に用いた印章と通帳は別々に保管することが望ましいとされた。
しかし、副印鑑をスキャナで読み取って預金払戻し請求書にカラープリンタで転写したり印影から印章を偽造するなどして、登録に用いた印章を所持せず他人の口座から預金を引き出す手口が現れ被害が後を絶たないことから、副印鑑の貼付を廃止し、代えて登録原票をデジタル情報として蓄積し、いずれの本支店でも参照できるようにして、口座取引をどこでもできるようにする方法が普及しつつある。
2017年には印影をスキャンするのではなく、印面を光学センサーでスキャンしてデジタル情報と照合するシステムが登場し、三井住友銀行の一部店舗などで実際に使用されている。

### 印章の法的保護
印章は人の同一性を表示するために文書に使用されるものであることから、その社会的信用を保護するため刑法は印章偽造の罪を設けている。

## 種類

### 用途
日本の場合、印鑑登録に用いる実印や、官職印、公職印には法的な規定がある。その他の印章には法的な規制はないものの、用途に応じた慣習的な制限と呼べるものがある。

#### 生活・実用品としての印章
特に重要な印章を紛失・破損すると、日常生活などで支障が生じるため、必要に応じて使い分ける。
認印（みとめいん、にんいん）
一般に申し込みや受け取りなどの証明用として用いられる印。姓（苗字）のみが彫られた既製品が多く、三文判（「二束三文」から。作りも安っぽいため）とも呼ばれる。印材にラクトカゼイン等の合成樹脂（プラスチック）を用いたものが多い。真円のものと楕円のものが多く、かつては双方とも多く使われたが現在は真円のものが主流である。印影の大きさは、慣習的には9ミリメートルから15ミリメートル程度で、あまりに大きなものは非常識とされる。また、姓を入れたインク浸透印（ネーム印、スタンプ印）も認印として用いられている。
訂正印（ていせいいん）
修正個所に修正者を証明するために押すのに用いる印。簿記印とも呼ばれる。例えば東京都会計事務規則 第16条には訂正箇所に認印を押印するよう定められており、大きさに関する指定はない。慣習的に6ミリメートル程度の小型印が使用される。例え18ミリメートルなどの大型の印を使用しても訂正者を証明する役割において有効であるが、会計帳簿・伝票類に押印する用途としては非常に不便である。「#種々の押印 」も参照。真円のものと小判型のものがある。
実印
役所に印鑑登録した印章を実印と言う。偽造を防ぐため、個別に製作されたものを用いることが多く、転じてその登録をする用途に適した印を指すこともある。個人の実印、法務局（登記所）に登録する会社および各種法人の実印がある。一般的には一生に何度も押す機会のないものであり、財産（不動産、自動車、電話加入権など）の取引、相続、連帯保証契約、労働契約、金銭の借り入れ契約、賃貸住宅の契約、公営住宅の入居、生命保険の加入契約、保険金請求、金銭の受領、補償金の受領、高校生がアルバイトをするさいに、バイト先に提出する親権者同意書に押印するときなどの重要な用途において印鑑登録証明書を添付して用いられる。欠損、摩滅している印章は使用できないため、元々変化しやすい材質（ラクトや浸透印、ゴム印など）では登録出来ない。なお登録できる印影の大きさは8ミリメートル以上25ミリメートル以内。また、文字の組み合わせや新旧字体など様々な制約があり、どのような印でも実印登録できるわけではない。
銀行印
銀行、信用金庫、信用組合、農協、郵便局、証券会社に口座を開設する際や、生命保険会社と契約をするときに届け出た印。偽造を防ぐため、個別に製作されたものを用いることが多く、転じてその用途に適した印を指すこともある。実印と違って法的な規定はなく、各金融機関の裁量で印面の規定が決まっている。このため特殊な書体のものや、イラスト入りのものでも登録が可能な場合もあるし、断られる場合もある。
インク浸透印、ネーム印
多孔質の合成ゴムを印面に用いて内部にインクを溜め込む仕組みを備えた浸透式の印章で朱肉を必要としないもの。捺すごとに力のいれ具合などで印影が変形することがある。代表的なメーカー名からシヤチハタ（シャチハタ）と通称される。認印として通用するが正式な印としては認められていない場合があり、スタンプ印不可・シャチハタ不可と明記された書類も多い。認印の要る文書の中でも重要度の低い、回覧や宅配の受取などに用いられる。ただし、正式な印として認められる場合もあり、たとえばゆうちょ銀行では届け出印の材質等について規定が無く、浸透印を銀行印とすることが可能である（ゴム印など、民間銀行では拒否されるような印でも可能）。なお、量販されている浸透印は容易に入手でき、通帳を紛失した時に大きなリスクとなることが明白なので、各々の局や職員の対応によっては拒否されることもある。シヤチハタ社長の舟橋正剛は「シャチハタ不可」と書かれた書類についてインタビューで聞かれた際、自社名が名指しされていることは誇らしいと答えている。主な製造メーカーとして以下が挙げられる。
- シヤチハタ
- サンビー
- 谷川商事
- 三菱鉛筆
- タイヨートマー
- その他、ブラザー工業も製造している。

角印
個人ではなく法人（団体）の請求書、領収書、契約書などにおいて、社名や所在地に付して確認のために用いられる角型の印。会社の認印にあたり、「会社印」や「社判」ともいう。縦彫りが主流だが、文字数が多い団体などは横彫りを用いる場合がある。
丸印
個人ではなく会社の実印（代表者印）として用いられる丸型の印。ただし法的には差異がないので、代表者印に角印を用いることがある。
職印
ある職に就いている者が使用する印。士業の一部は、その根拠法令において職印を作成し、登録するように定められている。
公印
公的機関の印。大阪市では「大阪市印」「大阪市長之印」という角印が用いられている他、「大阪市北区長之印」など各区長の公印、また用途別に「戸籍専用」（住民票・戸籍の写し用に）などの文字を入れた物などが規則で定められている。天皇の御璽もまた公印である。

#### 趣味・芸術としての印章
趣味や芸術を目的とした印章では、実用の道具としての印章と異なり、印を彫刻したり鑑賞したりすることが主な目的となる。
日本を訪れた外国人が、自らの名前の発音に似せた漢字の印章を掘ってもらい（例：マイケル→真意気留）、記念品や土産物にすることもある。
落款印（らっかんいん）
書画の作者によって書画に押される印章。1人の作者によって複数押されることが多く、真贋鑑定の材料となる。なお、単に「落款」とのみ呼ばれることもある。わざと欠けやすい印材（石など）を使い、枠の欠けを趣として好む。主に篆書体が多いが、自分流にアレンジした書体を使う人も多い。

認印の例（署名捺印）
認印の例（決裁印）
法人銀行印の例
角印の例
丸印の例
職印の例（角型）
職印の例（丸型）
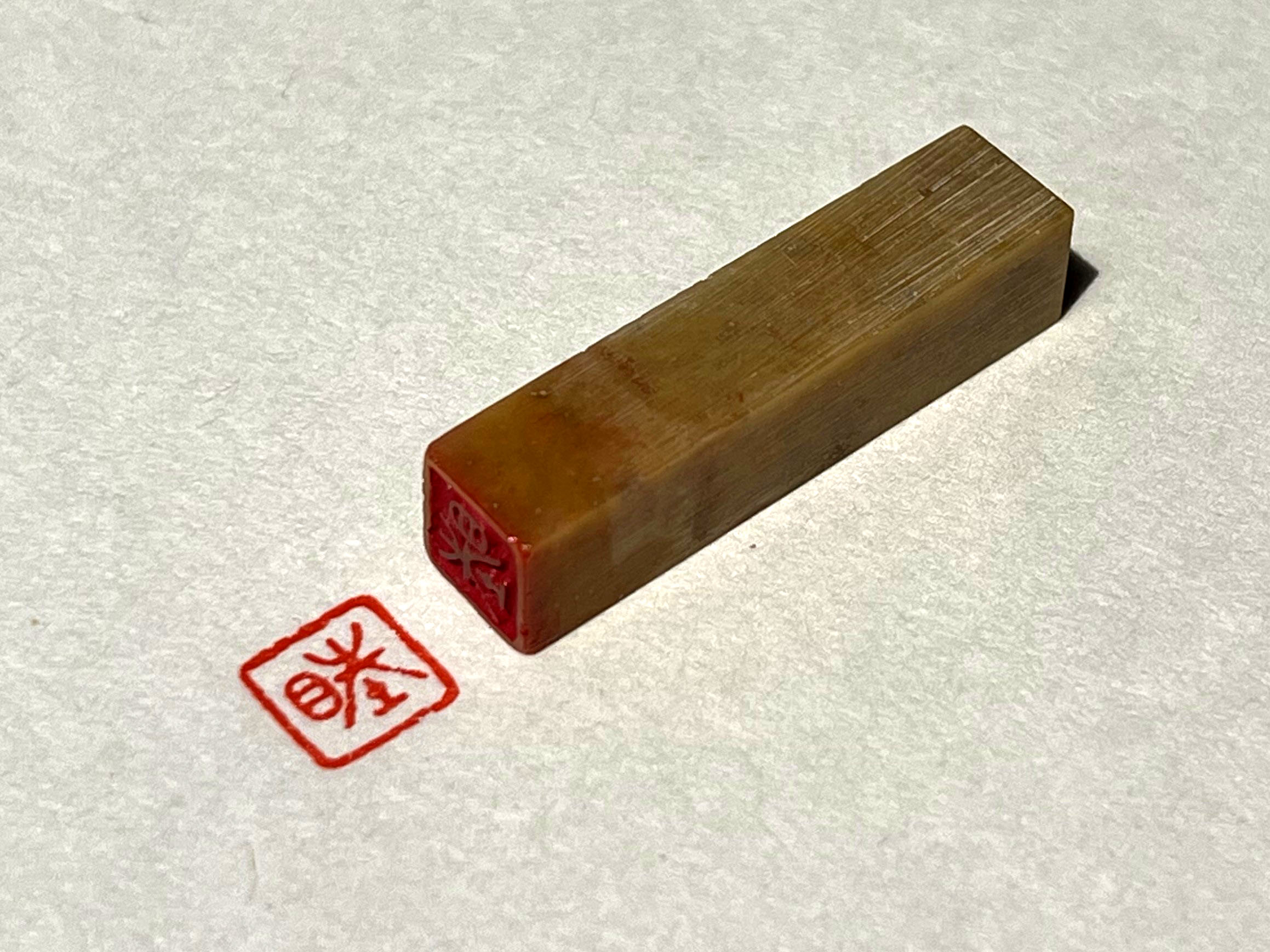
落款印

### 印材
古今東西の印章を並べれば、印章に用いる素材（印材）は時代や地域、用いる人物の地位、用途によって様々である。印材によって朱肉（印泥）の着きやすさ、耐久性、見た目の良し悪しは異なっており、高価な印材が必ずしも優れた印材とは限らない。
現代日本で用いられる印材に絞っても、例えば印鑑登録に用いる実印には欠けたり変形したりしやすい印材を使うことができないが、その一方で遊びや趣味性の高い印章には、加工しやすい石、サツマイモ（芋判・芋版）、消しゴムなどが用いられることもあるなど、用途に応じて様々な印材が使われている。
- 樹脂
  - プラスチック[125] - セルロイド、ラクトカゼイン、アクリル樹脂
  - 琥珀
  - アグニ - 天然木と樹脂を加工して作られる[126]
- 動物由来の素材
  - 牙・角[127][125] - 水牛[128]・シープホーン、象牙[128][125]
- 植物由来の素材
  - 木[129][125] - 柘（本柘）[130]、アカネ（シャム柘）、黒檀[130]
  - 単板積層材 - 彩樺（さいか）
  - 野菜 - イモ[131]、カボチャのヘタ[131]
- 鉱物
  - 石[132][125]
  - 水晶
  - メノウ。水晶やメノウなどの印材は、山梨県の特産となっている
- 金属
  - 金
  - 銀
  - 銅
  - チタン
  - タングステン[133]

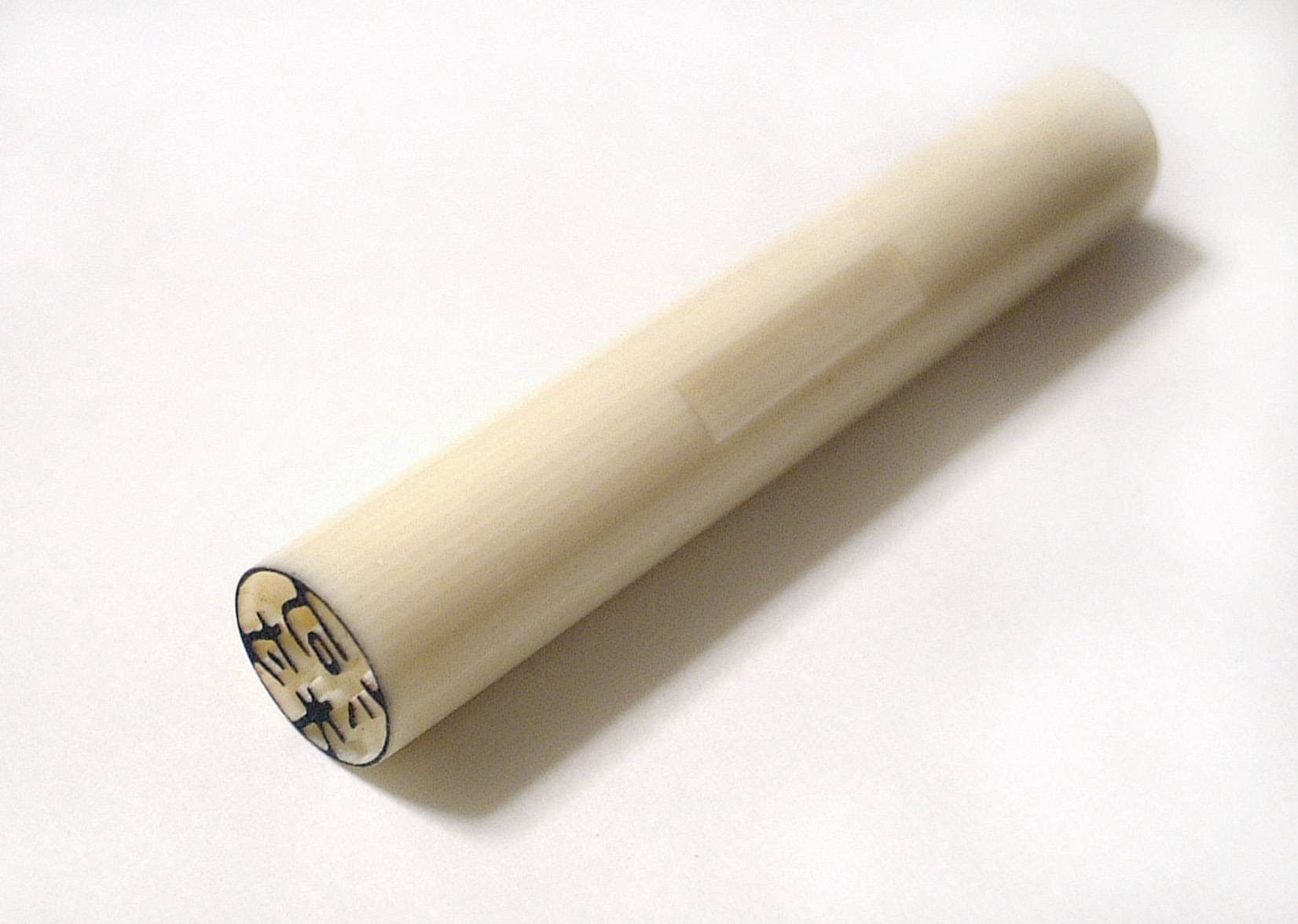
樹脂製
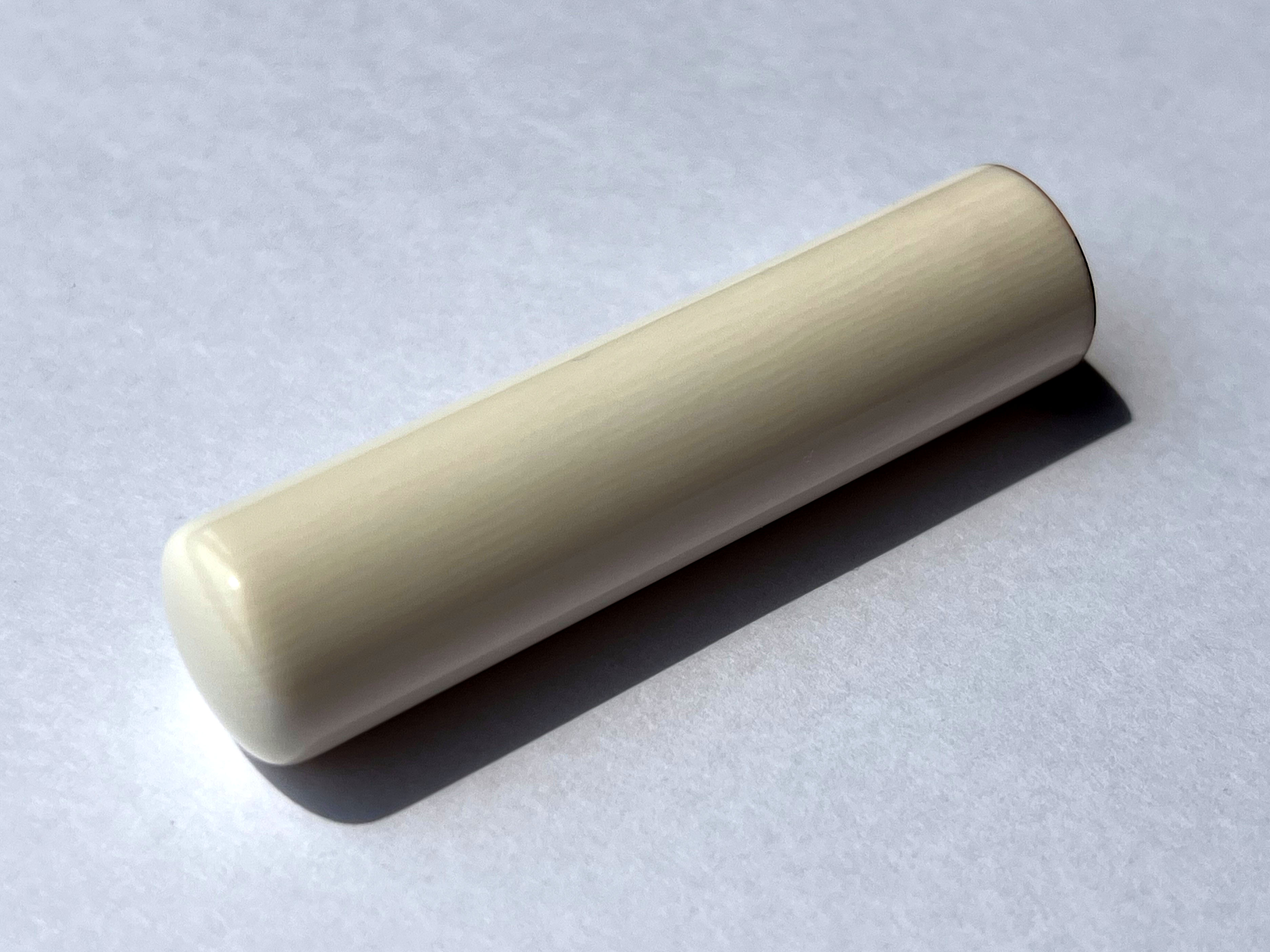
水牛の角製
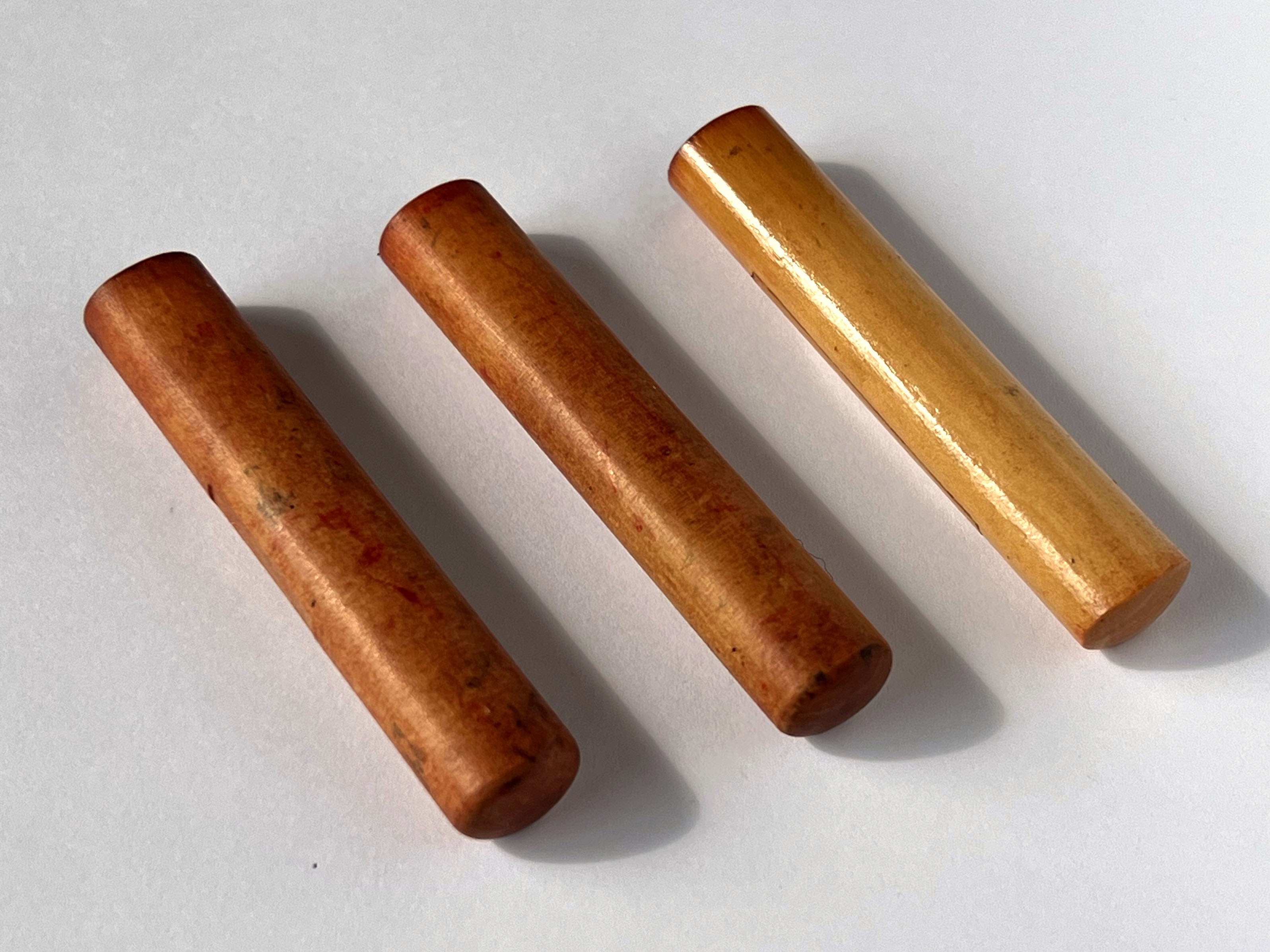
木製
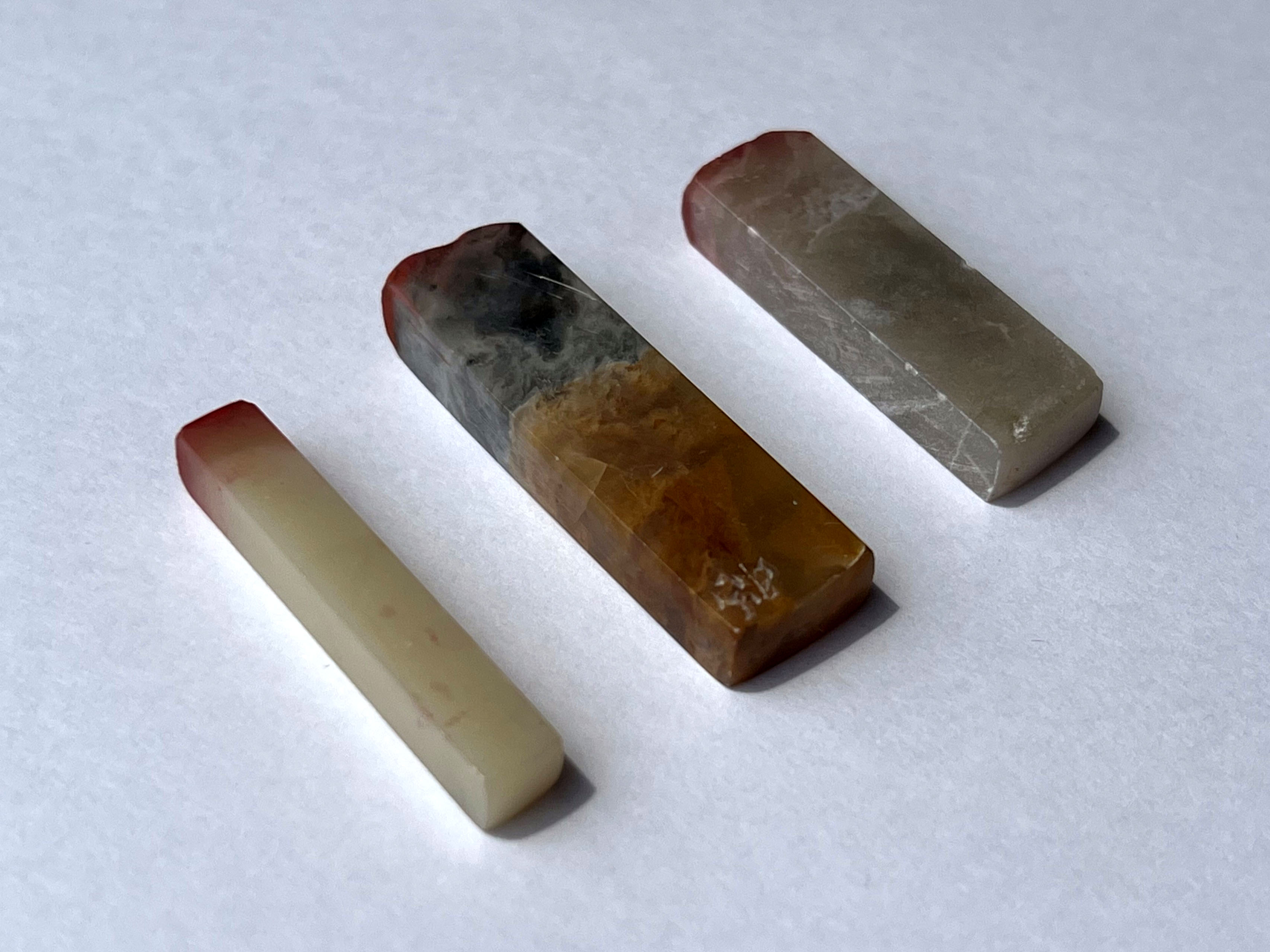
石製
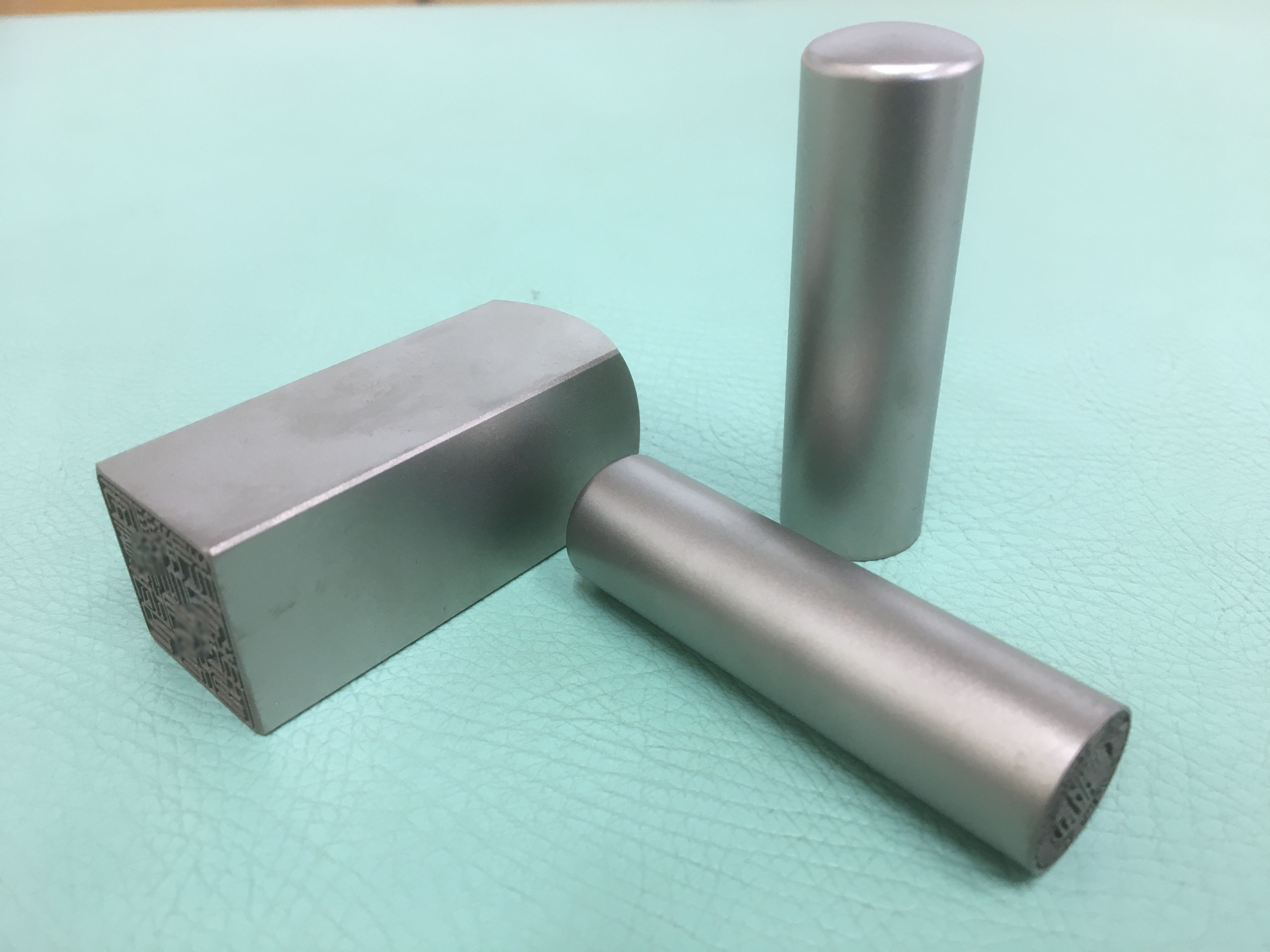
チタン製

### 形状
古代や中世に使われたものも含めた世界各地の印章にはさまざまな形があり、円筒型、円柱型、角柱型、ドーム型、ボタン型、指輪型、ペンダント型など多種多様である。現代日本で用いられる印章の形状としては以下のようなものがある。

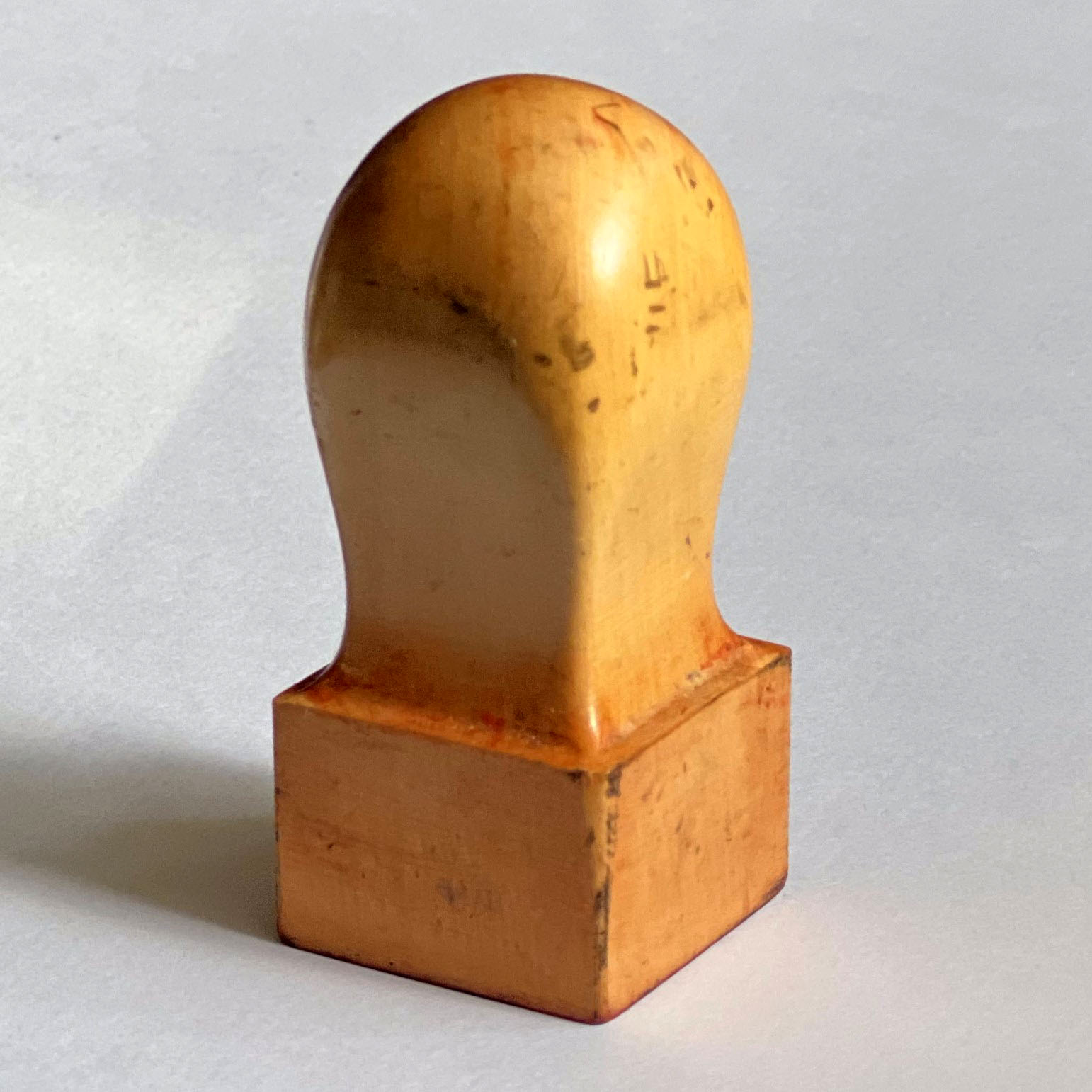
天丸

寸胴
上部から印面まで途中に窪みのない印章。
天丸
上部が丸く途中が窪んでいる印章。
天角
上部が四角く途中が窪んでいる印章。
- 天丸

### 書体
日本で用いられる実用的な印章には、印面に文字が刻印されているものが一般的である。文字にはさまざまな書体が用いられる。
篆書体
古代中国より漢字の書体の一種として使われ続けている古代文字。篆書体といえば大篆と小篆が挙げられるがこれらは主に篆刻に用いられ、実用印には印章用に方形に収まるように角張らせた印篆（方篆、角篆とも）が最も用いられる。印篆を更に変化させた畳篆（九畳篆）などの派生書体も存在する。
昭和以降は実用印として個人や法人の実印、銀行印としてよく使われる。
隷書体
古代中国より存在する書体であるが、現代の楷書体に近く、可読性が高い。法人印での使用が多く、個人印での使用は少ない。
楷書体
比較的新しい時代に生まれた、ごく基本的な漢字の字形。可読性が高く、認印のほかインキ浸透印に多く使われる。
行書体
書体の歴史的には隷書の走り書きに端を発する。現代で広く流通している筆記体で、可読性は比較的低いが、柔らかい書体のため女性に好まれる。認印に使われることが多い。
草書体
隷書を速く書くために生まれた崩し書体であり、字画を大きく省略したり書き順が異なったりするため文字によっては楷書体を知っていても読めない場合がある。
可読性が低く、現代では印章にはあまり使われない。
古印体
倭古印体とも言う。隷書体に丸みを加えた日本独自の印章用書体で、国司などが用いた銅印の文字を模している。西暦285年以降に日本で漢字が使われるようになってから使われるようになった。鋳造の際金属が行き渡らなかったり角に多く溜まるために生じる独特の線の強弱・途切れ（虫喰い）や墨だまりが特徴。古風な見た目ながら可読性は比較的高く、銀行印、認印、角印など、用途を問わず広く使われる。
八方篆書体・八方崩し
江戸時代に好まれた印章用書体。篆書体を基に字を大きく崩したもの。印面一杯に枠につけるようなものが多い。可読性は非常に低い。
印相体・吉相体
篆書体から意匠化・派生した印章用書体で、必ず枠に文字が接するのが特徴。太字で印面一杯に文字が配置され、隣り合う文字同士も接する。八方篆書体と混同されるが異なる。
文字と枠の間にゴミや印肉のかすが溜まる隙間がないため、いつでも正確な印影が得られるという意味で、印相の良い書体と称される。見た目にも風格があり、他の読みやすく一般的な書体と比べると偽造されにくい特徴があるとされる。占いを応用した印相学に基づく縁起の良い開運の書体であるとして宣伝されることもあるが、印章を開運商法の商材のように扱う一部の業者に関しては様々な問題や賛否もある（「#印章にまつわる信仰や迷信」も参照）。個人の実印に多く用いられている。
金文
もっとも古い書体の一つであり可読性は低く、落款等を除いてあまり使われない。
その他、甲骨文字、江戸文字、明朝体、ゴシック体など様々な書体を用いた印章が使われるが日本では一般的ではない。

### 陰刻と陽刻
| 左は「陰刻」の例、漢委奴國王印文中央は陰刻（枠線付き）の例、居廉印右は「陽刻」の例、会計検査院印   |  | 左は「陰刻」の例、漢委奴國王印文中央は陰刻（枠線付き）の例、居廉印右は「陽刻」の例、会計検査院印 |  | 左は「陰刻」の例、漢委奴國王印文中央は陰刻（枠線付き）の例、居廉印右は「陽刻」の例、会計検査院印 |
| 左は「陰刻」の例、漢委奴國王印文 中央は陰刻（枠線付き）の例、居廉印 右は「陽刻」の例、会計検査院印 |  |                                                                                                  |  |                                                                                                  |

印章は陰刻（陰文・白文）と陽刻（陽文・朱文）に区別される。陰刻とは文字が印材に彫られ、捺印すると、印字が白抜きで現れる印章である。陽刻とは文字の周りが彫りぬかれ、捺印すると文字の部分が印肉によって現れる印章である。現在では陽刻が一般的である。
歴史上の漢委奴国王印がそうであるようにかつては「陰刻」が一般的だった。これは当時、印章が「封泥」（ヨーロッパの封蝋に相似）に捺印するために使われていたことに由来する。「陰刻」の印を粘土に押すと、文字が凸状になって現れるためである。「陽刻」が一般的になるのは、紙が登場して朱肉が普及してからである。
登録可能な印章の種類は各自治体の条例で規定されているため、自治体によって登録可否の基準が異なっている。大きく分けて以下二通りあるが、大抵の自治体は前者（陽刻のみ認める）の運用をしている。条例に明記しているとは限らないため、陰刻の実印作成を依頼する場合は自治体への事前の確認が必要である。
- 枠線のある陽刻のみ認める
- 枠線のある陽刻と、枠線のある陰刻を認める

### 種々の押印
- 契約印 - 契約の当事者が契約内容に同意することを明確に意思表示するために、署名欄に押印するもの。
- 契印 - 2枚以上にわたる契約書が、その文書が一連一体の契約書であることを証明し、差し替えや抜き取りを防ぐために各ページの綴じ目や継ぎ目に押印するもの。厳密には誤用になるが、実務上は割印と呼ばれることが多い。また、身分証明書が正当に発給された（偽造でない）ことを証明するため、発行台帳と証明書台紙にかけて押印されるもの。

- 割印 - 複数作成した契約書が、その文書が関連のあるものまたは同一の内容のものであることを証明するために押印するもの。必ずしも契約印と同一である必要はない。小切手帳の本片とみみ、領収書の本片と控えにまたがって押印するのもこれに該当する。
- 訂正印 - 契約書等の文書において記載事項の誤記を訂正するために押印するもの。誤記文章に直接2本線を引いて近くの余白に正しい記述を行い、当事者の印を押印して訂正するが、ページ余白に当事者の印を押印し「3字削除 5字追加」というような表記をする方法もある。会計帳簿などの内部文書においては、訂正者を証明する役割をもち、訂正者が通常使用する印章よりも小型の印章がよく用いられる（「#用途」を参照）。契約書・覚書など記名押印される文書においては、訂正内容について各当事者が同意していることを表すため、慣習的に契約印と訂正印は同一であることが求められる。また、複数当事者が押印する文書においては全当事者の押印が求められる。
- 捨印 - あらかじめ訂正箇所が発生することを前提として、契約書や委任状といった文書の余白部分に押印しておくもの。
- 止印 - 契約書などに余白が出来た場合、後で文字を書き足しされないよう最後の文字の直ぐ後に押印するもの。「以下余白」と記載しても同意。
- 消印 - 郵便切手やはがき、収入印紙などが使用済であることを示し、無効化して再使用できないようにするために押印するもの。
- 封印 - 勝手に物が使用されたり開封されたりすることを禁じるために、封じ目に印を押すこと。またその印を意味し、封緘印、厳封印（厳封した証拠に押す印）ともいう。一般に「乄」（×ではない）「緘」（かん）などの封字を用いる。封印の代わりに、封緘紙を貼ることもある（例えば、封筒ではなく瓶等で）。
- 検印 - 現代では各種検査に合格したことを証する印として使われる。20世紀半ばまでは出版物を著者自身が検査したことを証して奥付に貼る紙片と印影（「印税」を参照）を検印と称した。また、1989年まで存在した入場税とトランプ類税などの納付を証する税務署の印も検印と称した。

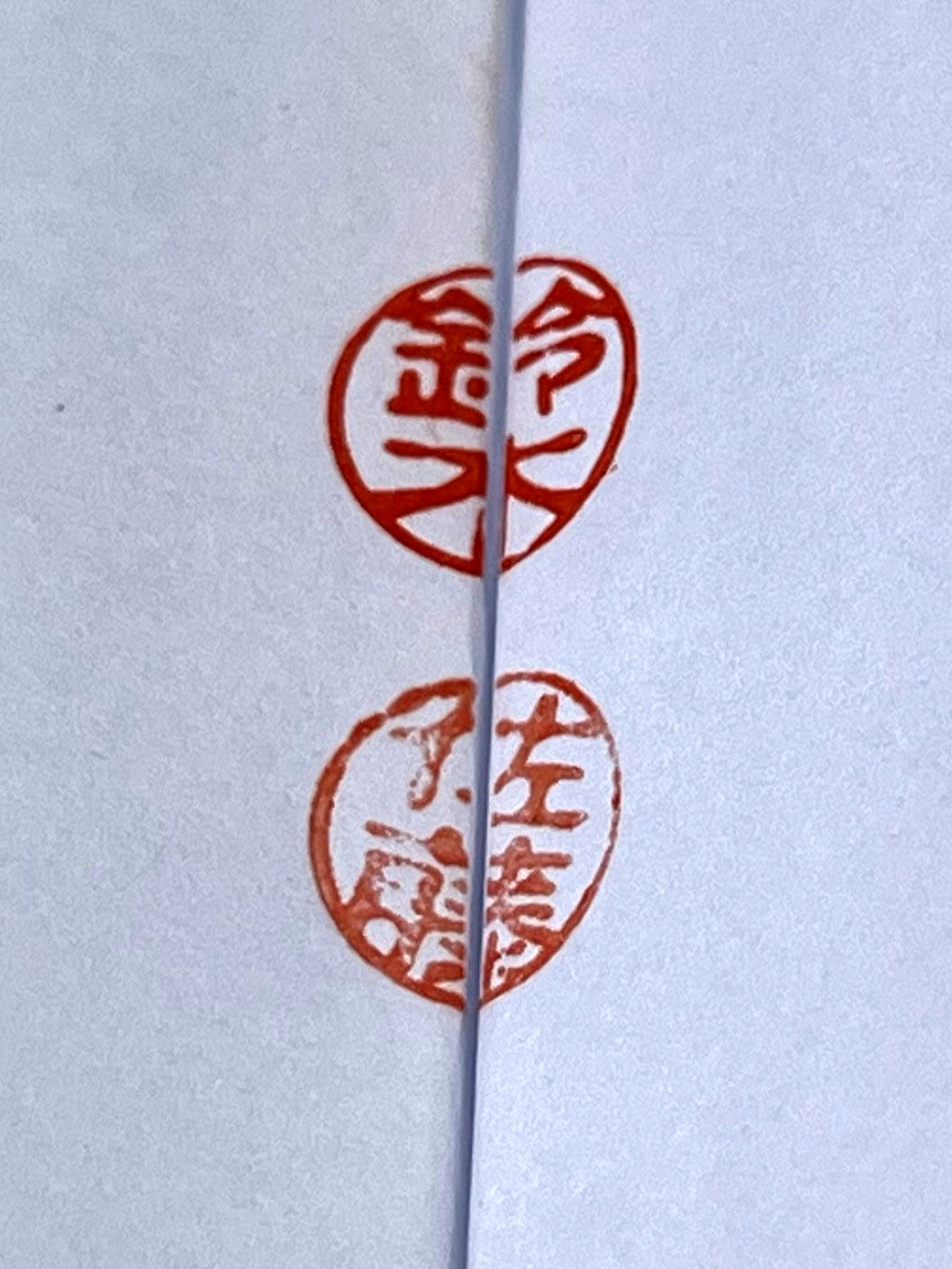
契印
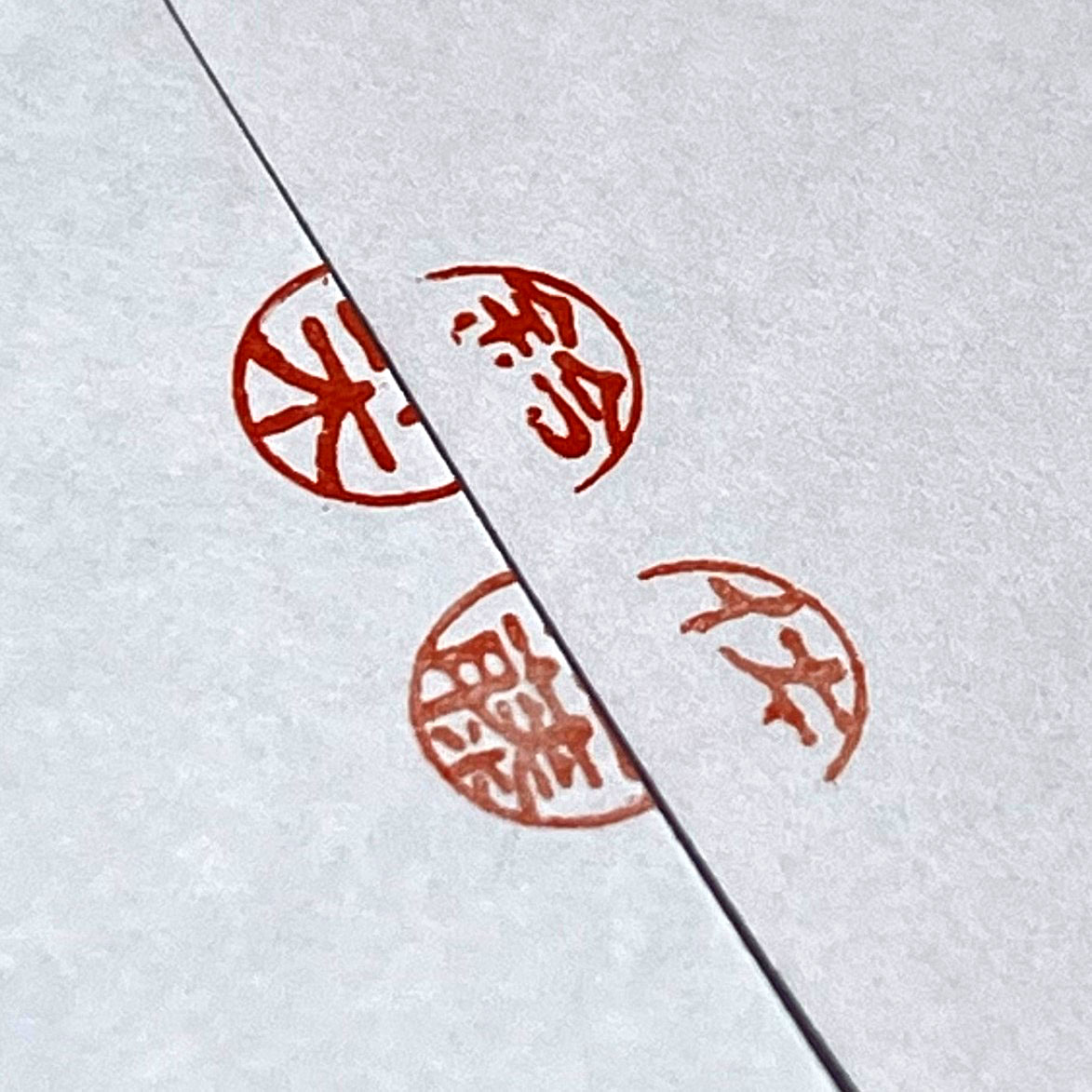
割印
訂正印の使用例
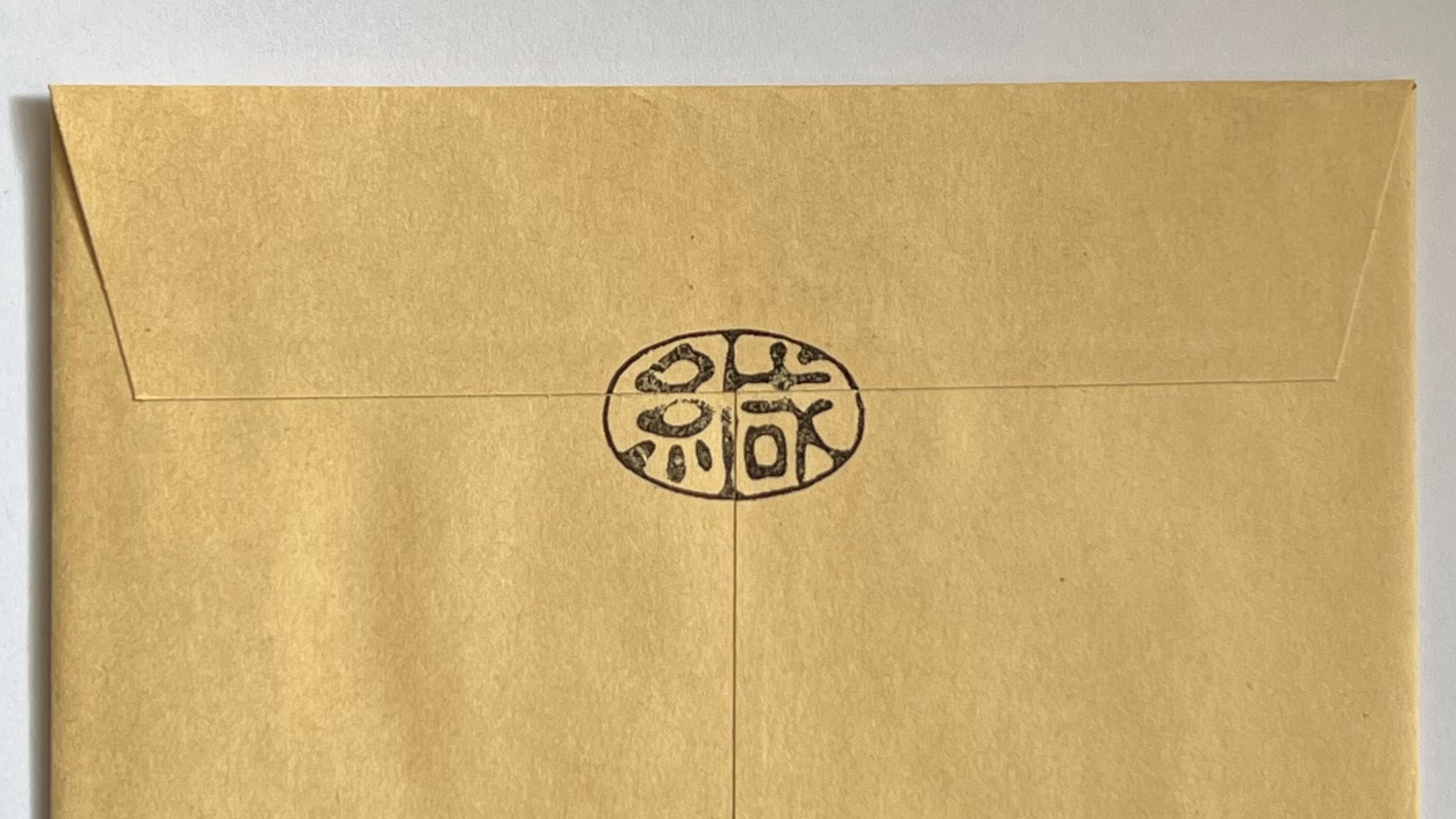
封緘印
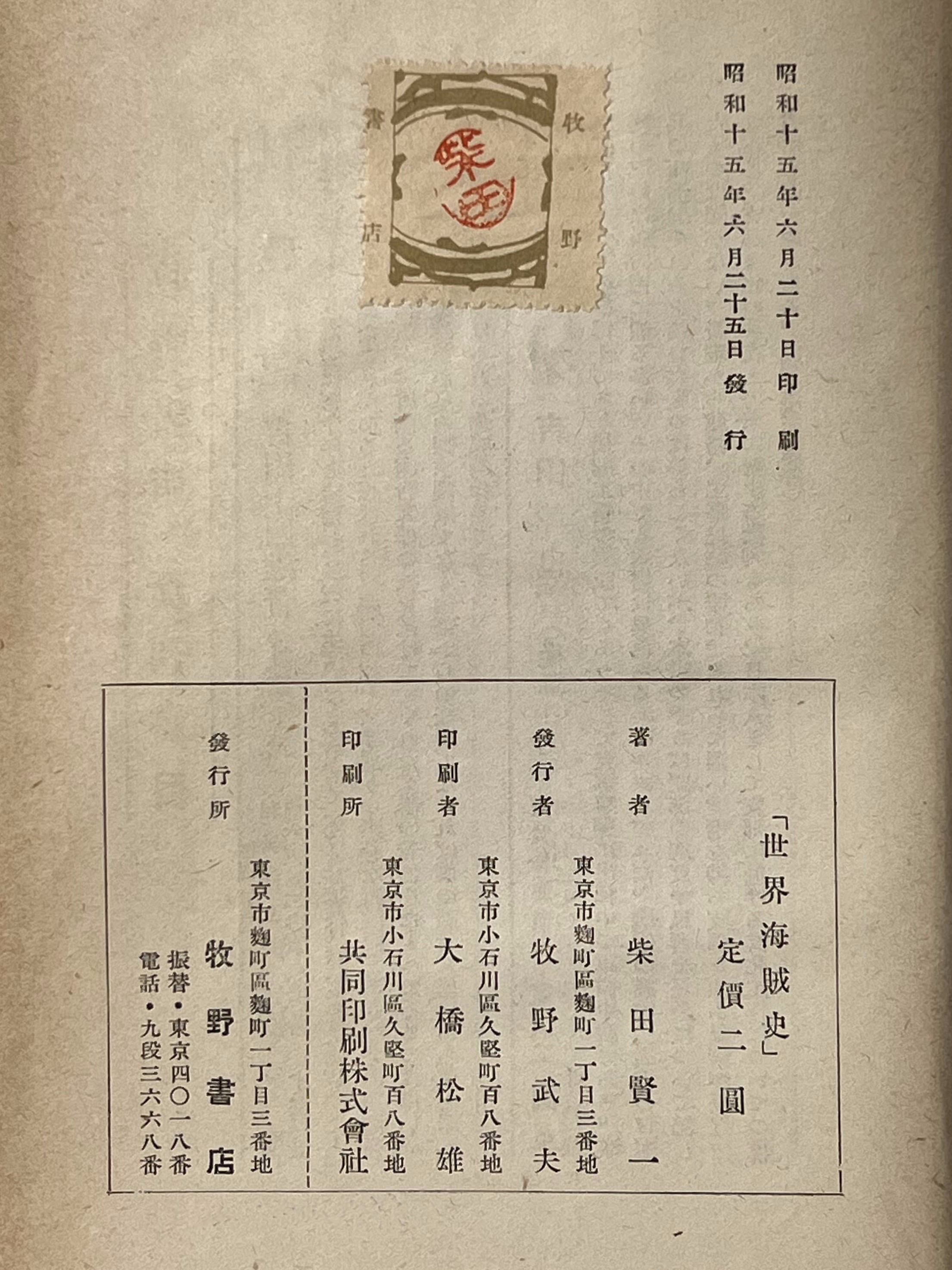
奥付の検印

## 類似の概念

### 署名
署名（しょめい）とは氏名を自書することであり、筆跡によってその署名した個人を特定することが可能である。
多くの場面で、署名が記名押印と同等のものとしてその効力を認められており、刑法の「印章偽造」やいわゆる「有印公（私）文書偽造」といった罪においても署名が印章と同等に扱われている。
なお、商法においては署名が本来の形で、その代わりとして記名押印が認められている。

### 花押
花押（かおう）とは、意匠化された署名の一種である。

### 爪印
爪印（つめいん）とは、爪の形を印章の代わりとして用いること。紀元前8世紀のメソポタミアの粘土版には、自署の代わりに爪印を用いた例が見られ、世界的にも広く風習としてみられる。拇印と同じ意味で用いられることもある。日本にも8世紀以降伝わり、天皇の裁可文書や庶民階層の吟味文書などに用いられた。

### 拇印
その場に印章を持ち合わせていない場合、印章の代わりに拇印（ぼいん）を用いることがある。拇印とは、親指ないし人差し指の先に朱肉をつけて押す印のことであり、指紋により、押印した個人を特定することが可能である。別名は指印（しいん）。
ただし、署名が記名押印と同等のものとして広く認められていることもあり、警察での供述調書、被害届などの特殊な文書以外の公文書への拇印はあまり用いられない。
また、自らの指を切って得た血で拇印を押した誓紙や嘆願などを血判状と呼ぶ。

## 日本銀行券（紙幣）の印章
現在発行されている日本銀行券には、表側に「総裁之印」、裏側に「発券局長」という印章が印刷されている。詳細は日本銀行券#印章を参照のこと。

## バリエーション

### ゴム印
印面がゴム製の印章をゴム印という。ゴム製の印章とその印影は、その都度押した時の力や、熱、経年により変形するため、代筆やワープロによる印刷と同様記名として扱われ、公文書などで押印としての使用はできない。ゴム印はインク浸透印で代替されるケースが多い。ゴム印には以下のような用途のものがある。
- 日付印 - 日付を入れたゴム印。「#日付印」を参照。
- 回転印 - 一連の数字または日付のみのゴム印。自動で数字の繰り上げを行う回転印をナンバリングと呼ぶ。
- 住所印 - 住所を入れたゴム印。鯱雅印（こがいん）や風雅印と呼ばれる枠付きのゴム印も住所印の一種である。
- 科目印・項目印 - 簿記に用いるゴム印。
- 等級印 - 品質や大きさを表示するのに用いる（優、秀、良、並など）。
- 評価印 - 学校などで用いられる「よくできました」や「がんばりましょう」などの印面をもつもの。「よくできました」は桜花や月桂冠の枠で囲まれていたりする。
- 贈答用のゴム印としては「御祝」「内祝」「御中元」「御歳暮」「寸志」「粗品」などのゴム印が用いられる。
- 郵便用のゴム印としては「親展」「速達」「至急」「御中」「請求書在中」「納品書在中」「領収書在中」などのゴム印が用いられる。
- その他、文書用のゴム印としては「回覧」「重要」「極秘」といったゴム印が用いられる。

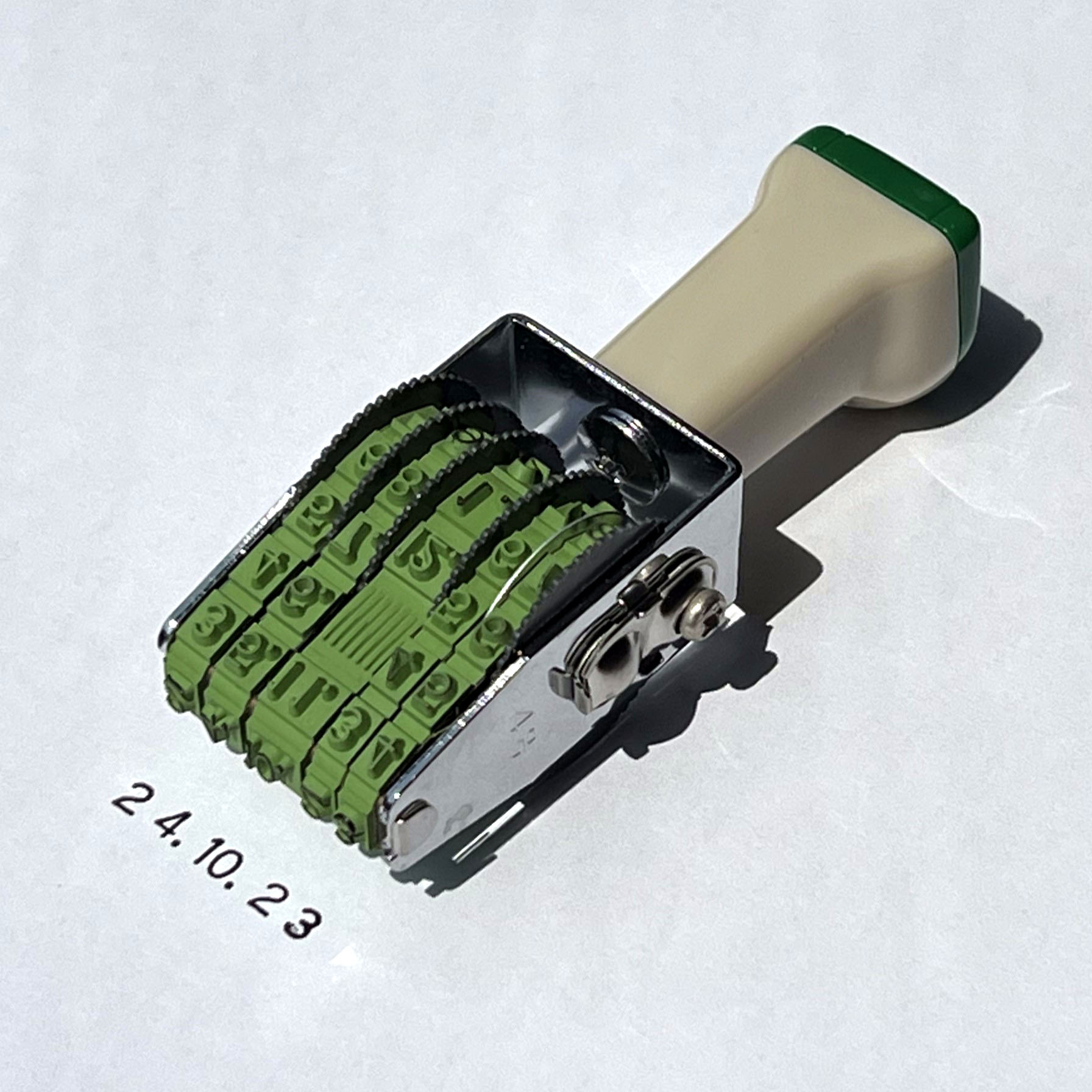
日付ゴム印
鯱雅印の例
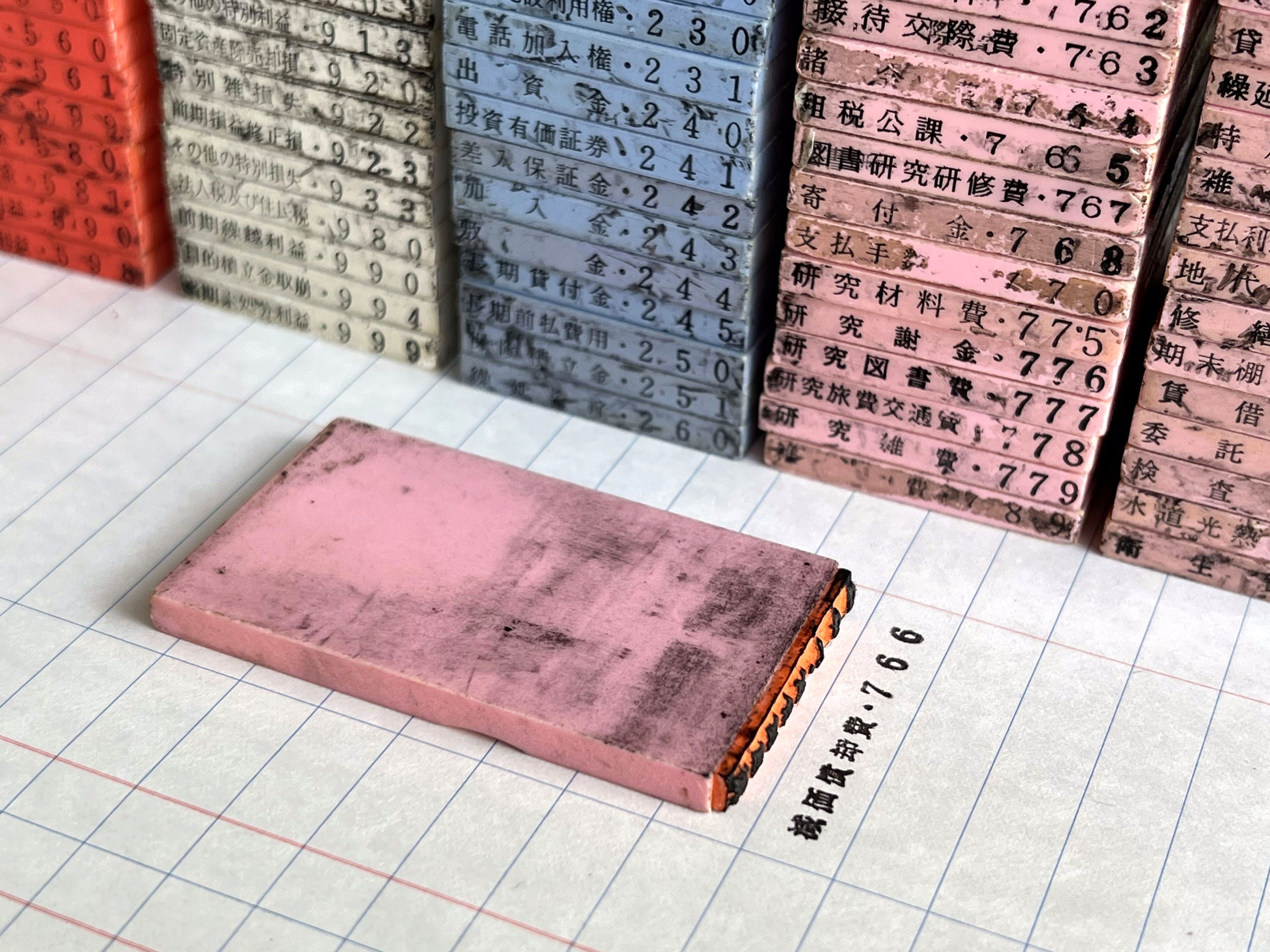
科目印
評価印の例
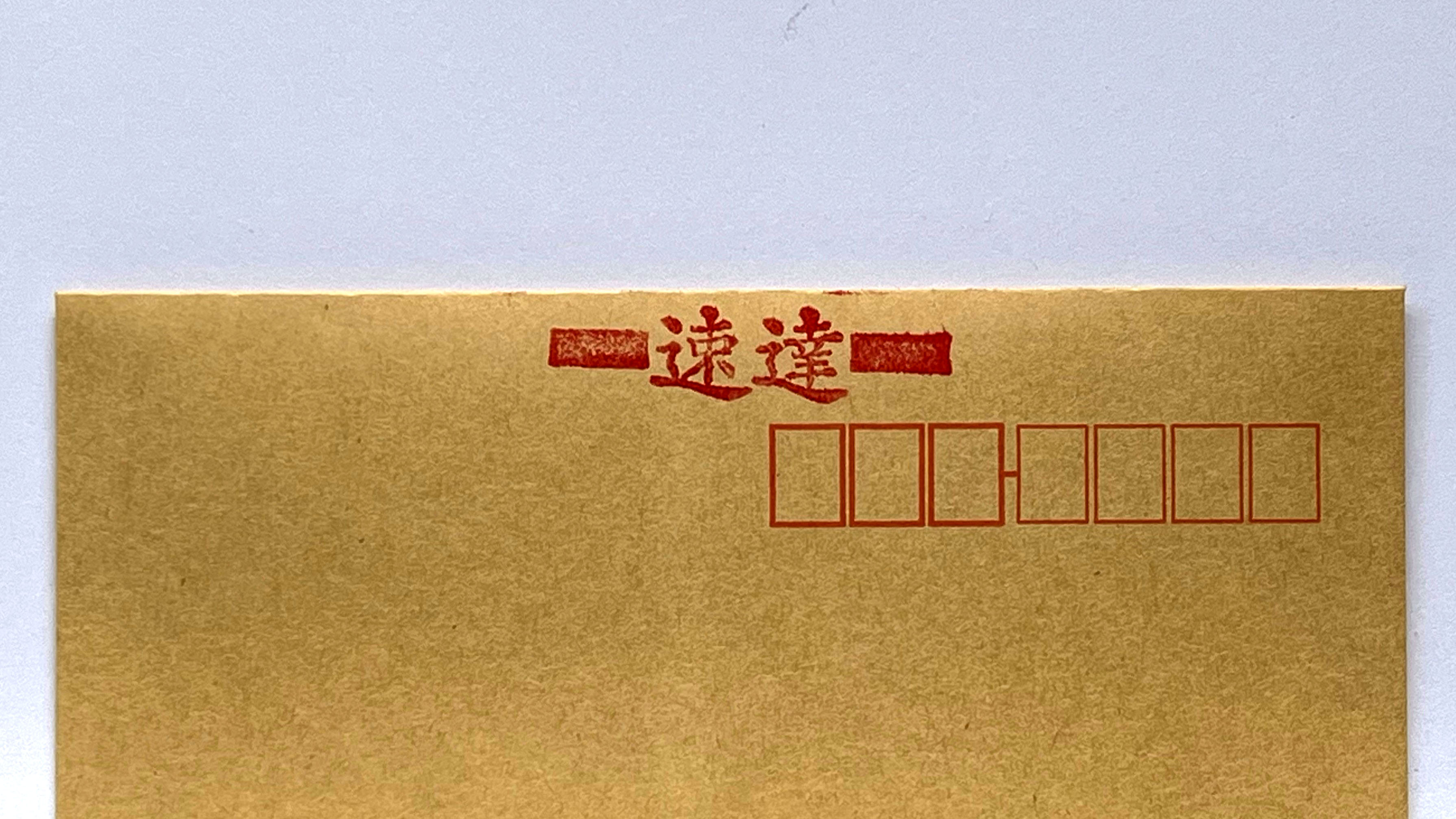
速達スタンプ

### スタンプ
日本において、スタンプと言う場合は、判（またはゴム印）を指すことが多い。スタンプは観光地など記念用に設置されていて、鉄道駅（駅スタンプ）や道の駅、サービスエリアやパーキングエリア（サービスエリアパーキングエリアスタンプ）にも設置される。また、各地でスタンプラリーも企画されている。中には、紙などを差し込むことで電動で押印・印字されるスタンプもある。
- 「バリデーションスタンプ」 (Validation Stamp) は、運送チケット類に押印するスタンプ。航空券の発行会社名、地名、発行年月日等が刻印されており、このスタンプが押印されていない航空券は有効とみなされない。

### 日付印
日付印（ひづけいん）とは日付が入った印章またはスタンプのことであり、日附印、デート印、データー印とも呼ばれる。書類や金銭の収受・承認の日時を証明するために使われる。
日付欄以外に氏名や組織名、役職のほか「承認」「領収」「受領」「収受」などの目的に応じた印面が使われる。一般的には事務用品の部類に入り、印面はゴムで調製されることが多い。日付部分は回転式の他、差し込み式がある。
日付印の類型としては郵便局の通信日付印(いわゆる消印)、金融機関の収受印、コンビニエンスストアのストアスタンプ、鉄道会社の改札印・車内検札印、公証人・郵便認証司の印（「確定日付」を参照）、出入国等管理証印、ダッチングマシンなどがある。
日付印の例
- 丸形日付印
- 小判形日付印
- 出国管理証印
- 夕張駅スタンプ

### 関連用品
印章の関連用品として次のような製品がある。
- 朱肉
- 印章ホルダー（印鑑ホルダー） - 印章を予め装着しておくことで簡便に押印できるようにしたもの。
- 印章ケース（印鑑ケース） - 印章の無断借用および紛失防止または、欠けおよび傷付きを防ぐための容器（ケース）。
- 印判ブラシ - 印章の先端の汚れを取るためのブラシ。
- 印矩（前述）
- 印褥（前述）、印鑑マット、捺印用マット
- 捺印器 - 多数の賞状や証書類を発行する場合などで、事前に定められた位置へ確実に捺印していく必要がある場合に使用される。

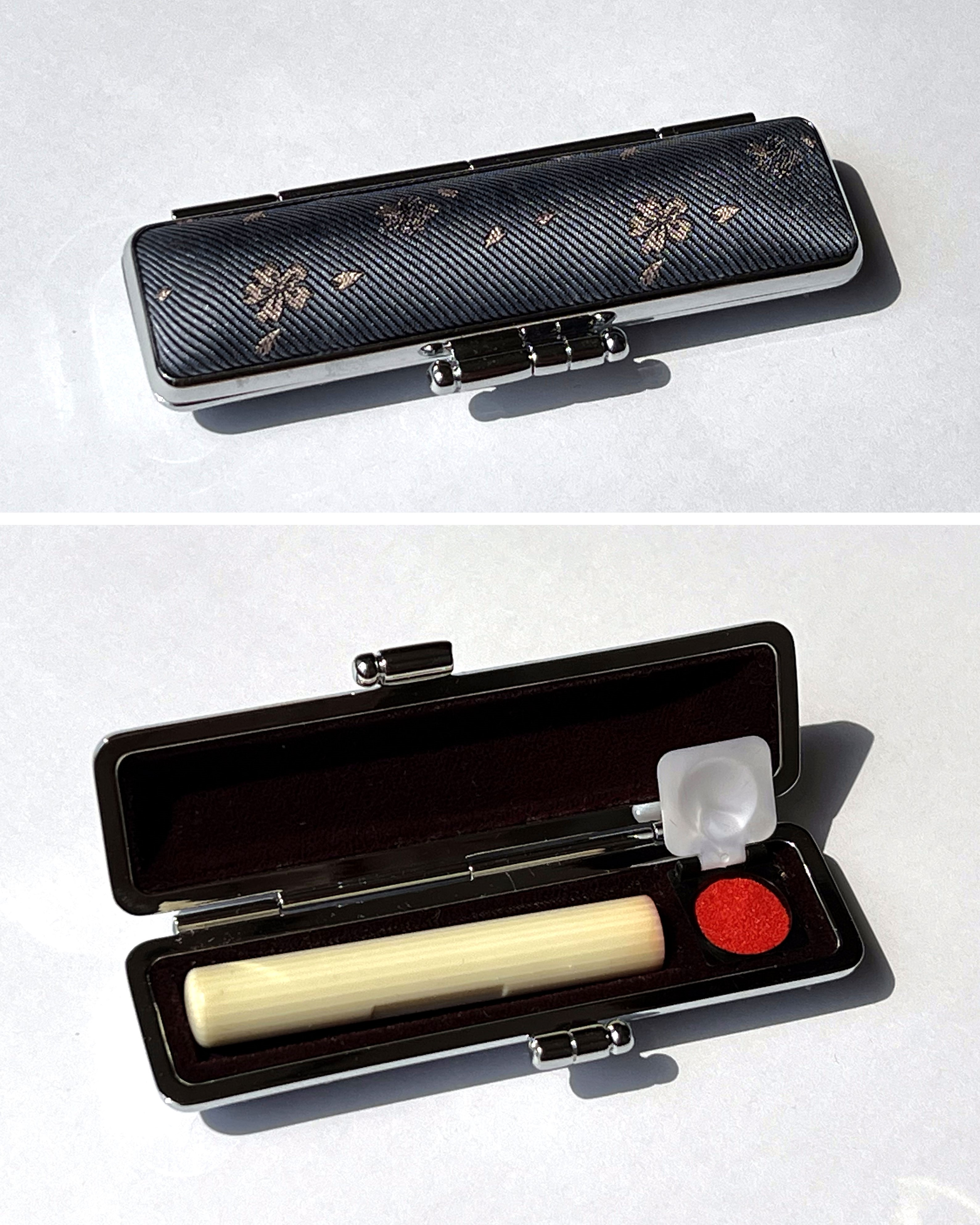
印鑑ケース